# ITF Women's Circuit 2009
L'ITF Women's Circuit 2009 è stata una serie di tornei gestita dall'organo internazionale del tennis, l'ITF. Lo scopo di questi tornei è quello di permettere, in particolare alle giovani tenniste, di migliorare la loro classifica per giocare in tornei più importanti. L'ITF Women's Circuit comprende tornei che hanno montepremi che vanno dai 10.000 ai 100.000 dollari.

## Gennaio
| Settimana  | Torneo | Vincitrice                                           | Finalista                                  | Semifinaliste                            | Quarti di finale                                                        |
| ---------- | --- | ---------------------------------------------------- | ------------------------------------------ | ---------------------------------------- | ----------------------------------------------------------------------- |
| 12 gennaio | Challenger of Boca Raton 2009 Boca Raton, USA Terra rossa $25 000 Singolare - Doppio                                      | Gabriela Paz 6-4, 7–6(4)                             | Sharon Fichman                             | Lauren Albanese Ahsha Rolle              | Heidi El Tabakh Dar'ja Kustova Tetjana Lužans'ka Anna Floris            |
| 12 gennaio | Challenger of Boca Raton 2009 Boca Raton, USA Terra rossa $25 000 Singolare - Doppio                                      | Alina Židkova Dar'ja Kustova 6-4, 6-2                | Kimberly Couts Sharon Fichman              | Lauren Albanese Ahsha Rolle              | Heidi El Tabakh Dar'ja Kustova Tetjana Lužans'ka Anna Floris            |
| 12 gennaio | AEGON Pro Series Glasgow 2009 Glasgow, Gran Bretagna Cemento $10 000 Singolare - Doppio                                   | Emma Laine 4-6, 6-2, 7–6(2)                          | Stéphanie Vongsouthi                       | Stefania Boffa Claudine Schaul           | Conny Perrin Charlotte Rodier Naomi Broady Elizabeth Thomas             |
| 12 gennaio | AEGON Pro Series Glasgow 2009 Glasgow, Gran Bretagna Cemento $10 000 Singolare - Doppio                                   | Sandra Klemenschits Claudine Schaul 6-3, 4-6, [10-7] | Nicolette Van Uitert Viktoria Yemialyanava | Stefania Boffa Claudine Schaul           | Conny Perrin Charlotte Rodier Naomi Broady Elizabeth Thomas             |
| 19 gennaio | Ace Sports Group Tennis Classic 2009 Lutz, USA Terra rossa $25 000 Singolare - Doppio                                     | Sharon Fichman 6-4, 7–6(5)                           | Lauren Albanese                            | Michelle Gerards Florencia Molinero      | Gabriela Paz Ashley Weinhold Laura Siegemund Lindsay Lee-Waters         |
| 19 gennaio | Ace Sports Group Tennis Classic 2009 Lutz, USA Terra rossa $25 000 Singolare - Doppio                                     | Kimberly Couts Sharon Fichman 6-4, 7-5               | Story Tweedie-Yates Mashona Washington     | Michelle Gerards Florencia Molinero      | Gabriela Paz Ashley Weinhold Laura Siegemund Lindsay Lee-Waters         |
| 19 gennaio | AEGON Pro Series Wrexham 2009 Wrexham, Gran Bretagna Cemento $10 000 Singolare - Doppio                                   | Claudine Schaul 6-1, 3-6, 6-4                        | Constance Sibille                          | Hanne Skak Jensen Naomi Cavaday          | Eva Pigova Iveta Gerlova Amanda Elliott Eirini Georgatou                |
| 19 gennaio | AEGON Pro Series Wrexham 2009 Wrexham, Gran Bretagna Cemento $10 000 Singolare - Doppio                                   | Martina Babáková Iveta Gerlova 2-6, 6-3, [11-9]      | Danielle Brown Elizabeth Thomas            | Hanne Skak Jensen Naomi Cavaday          | Eva Pigova Iveta Gerlova Amanda Elliott Eirini Georgatou                |
| 19 gennaio | Segro International Um Den Cup Der Deutschen Vermögensberatung 2009 Kaarst, Germania Sintetico $10 000 Singolare - Doppio | Sarah Gronert 2-6, 6-4, 7-5                          | Irina Kuzmina                              | Julia Babilon Anna Zaja                  | Dominika Nociarová Justine Ozga Maya Gaverova Gracia Radovanovic        |
| 19 gennaio | Segro International Um Den Cup Der Deutschen Vermögensberatung 2009 Kaarst, Germania Sintetico $10 000 Singolare - Doppio | Elena Čalova Marina Mel'nikova 6-3, 6-2              | Julia Babilon Franziska Etzel              | Julia Babilon Anna Zaja                  | Dominika Nociarová Justine Ozga Maya Gaverova Gracia Radovanovic        |
| 26 gennaio | Laguna Niguel USTA Womens 2009 Laguna Niguel, USA Cemento $25 000 Singolare - Doppio                                      | Alexa Glatch 6-1, 6-0                                | Chanelle Scheepers                         | Madison Brengle Kimberly Couts           | Stefania Boffa Megan Moulton-Levy Yevheniia Savranska Tetjana Lužans'ka |
| 26 gennaio | Laguna Niguel USTA Womens 2009 Laguna Niguel, USA Cemento $25 000 Singolare - Doppio                                      | Vanessa Henke Darija Jurak 4-6, 6-3, [10-8]          | Megan Moulton-Levy Laura Siegmund          | Madison Brengle Kimberly Couts           | Stefania Boffa Megan Moulton-Levy Yevheniia Savranska Tetjana Lužans'ka |
| 26 gennaio | Sree Nidhi ITF $10,000 Womens Tennis Tournament 2009 Hyderabad, India Terra rossa $10 000 Singolare - Doppio              | Natela Dzalamidze 1-6, 6-1, 6-4                      | Anna Rapoport                              | Anastasia Malhotra Poojashree Venkatesha | Shivika Burman Nilaya Tarimela Shalini Sahoo Parija Maloo               |
| 26 gennaio | Sree Nidhi ITF $10,000 Womens Tennis Tournament 2009 Hyderabad, India Terra rossa $10 000 Singolare - Doppio              | Parija Maloo Poojashree Venkatesha 6-1, 6-2          | Shivika Burman Kumari-Sweta Solanki        | Anastasia Malhotra Poojashree Venkatesha | Shivika Burman Nilaya Tarimela Shalini Sahoo Parija Maloo               |
| 26 gennaio | Open GDF Suez De L'Isere 2009 Grenoble, Francia Cemento $10 000 Singolare - Doppio                                        | Naomi Broady 6-4, 6-2                                | Yulia Fedossova                            | Natasha Khan Elena Čalova                | Irina Kuzmina Estelle Guisard Varvara Galanina Claire Feuerstein        |
| 26 gennaio | Open GDF Suez De L'Isere 2009 Grenoble, Francia Cemento $10 000 Singolare - Doppio                                        | Yulia Fedossova Virginie Pichet 6-3, 6-3             | Marija Kondrat'eva Sophie Lefèvre          | Natasha Khan Elena Čalova                | Irina Kuzmina Estelle Guisard Varvara Galanina Claire Feuerstein        |

## Febbraio
| Settimana   | Torneo                                                                                            | Vincitrice                                             | Finalista                                  | Semifinaliste                             | Quarti di finale                                                                        |
| ----------- | ------------------------------------------------------------------------------------------------- | ------------------------------------------------------ | ------------------------------------------ | ----------------------------------------- | --------------------------------------------------------------------------------------- |
| 2 febbraio  | McDonald's Burnie International 2009 Burnie, Australia Cemento $25 000 Singolare - Doppio         | Abigail Spears 6-4, 6-2                                | Jing-Jing Lu                               | Yi-Fan Xu Ksenia Palkina                  | Han Xinyun Yurika Sema Junri Namigata Monique Adamczak                                  |
| 2 febbraio  | McDonald's Burnie International 2009 Burnie, Australia Cemento $25 000 Singolare - Doppio         | Monique Adamczak Abigail Spears 6-2, 6-4               | Yi-Fan Xu Yi-Miao Zhou                     | Yi-Fan Xu Ksenia Palkina                  | Han Xinyun Yurika Sema Junri Namigata Monique Adamczak                                  |
| 2 febbraio  | Open GDF Suez de Belfort 2009 Belfort, Francia Sintetico $25 000 Singolare - Doppio               | Lucie Hradecká 6-3, 6-2                                | Vesna Dolonc                               | Claire Feuerstein Estelle Guisard         | Andrea Petković Oksana Ljubcova Yulia Fedossova Romina Oprandi                          |
| 2 febbraio  | Open GDF Suez de Belfort 2009 Belfort, Francia Sintetico $25 000 Singolare - Doppio               | Irina Kuzmina Oksana Ljubcova 6-3, 3-6, [10-5]         | Yulia Fedossova Virginie Pichet            | Claire Feuerstein Estelle Guisard         | Andrea Petković Oksana Ljubcova Yulia Fedossova Romina Oprandi                          |
| 2 febbraio  | AEGON Pro Series Sutton 2009 Sutton, Gran Bretagna Cemento $25 000 Singolare - Doppio             | Katie O'Brien 3-6, 6-2, 6-4                            | Johanna Konta                              | Anna Floris Renata Voráčová               | Corinna Dentoni Zuzana Kučová Naomi Cavaday Nika Ožegović                               |
| 2 febbraio  | AEGON Pro Series Sutton 2009 Sutton, Gran Bretagna Cemento $25 000 Singolare - Doppio             | Raquel Kops-Jones Renata Voráčová 6-1, 6-3             | Rebecca Marino Katie O'Brien               | Anna Floris Renata Voráčová               | Corinna Dentoni Zuzana Kučová Naomi Cavaday Nika Ožegović                               |
| 2 febbraio  | Women's Childhelp Desert Classic 2009 Rancho Mirage, USA Cemento $25 000 Singolare - Doppio       | Julia Vakulenko 6-0, 6-1                               | Lauren Albanese                            | Elena Pioppo Dar'ja Kustova               | Natalie Grandin Yevheniia Savranska Natalia Orlova Danielle Harmsen                     |
| 2 febbraio  | Women's Childhelp Desert Classic 2009 Rancho Mirage, USA Cemento $25 000 Singolare - Doppio       | Natalie Grandin Courtney Nagle 6-2, 7–6(6)             | Alina Židkova Dar'ja Kustova               | Elena Pioppo Dar'ja Kustova               | Natalie Grandin Yevheniia Savranska Natalia Orlova Danielle Harmsen                     |
| 2 febbraio  | Vale do Lobo Ladies Open 2009 Vale do Lobo, Portogallo Cemento $10 000 Singolare - Doppio         | Nicola Geuer 4-6, 6-2, 6-3                             | Appollonia Melzani                         | Julia Mayr Claudia Giovine                | Lisa Sabino Simona-Iulia Matei Tanja Ostertag Danielle Brown                            |
| 2 febbraio  | Vale do Lobo Ladies Open 2009 Vale do Lobo, Portogallo Cemento $10 000 Singolare - Doppio         |                                                        |                                            | Julia Mayr Claudia Giovine                | Lisa Sabino Simona-Iulia Matei Tanja Ostertag Danielle Brown                            |
| 2 febbraio  | Torneo Mallorca I 2009 Maiorca, Spagna Terra rossa $10 000 Singolare - Doppio                     | Eloisa-Maria Compostizo-De Andres 6-0, 6(5)–7, 6-2     | Martina Caregaro                           | Carmen Lopez-Rueda Leticia Costas Moreira | Ana Timotić Dominice Ripoll Laura Thorpe Cristina Sánchez-Quintanar                     |
| 2 febbraio  | Torneo Mallorca I 2009 Maiorca, Spagna Terra rossa $10 000 Singolare - Doppio                     | Rebeca Bou-Nogueiro Fatima El Allami 6-4, 6-1          | Leticia Costas Moreira Lucia Sainz-Pelegri | Carmen Lopez-Rueda Leticia Costas Moreira | Ana Timotić Dominice Ripoll Laura Thorpe Cristina Sánchez-Quintanar                     |
| 9 febbraio  | Dow Corning Tennis Classic 2009 Midland, USA Cemento $75 000 Singolare - Doppio                   | Lucie Hradecká 6-3, 6-3                                | Eléni Daniilídou                           | Katie O'Brien Evgenija Rodina             | Irina-Camelia Begu Ol'ga Alekseevna Pučkova Stéphanie Foretz Gacon Stéphanie Dubois     |
| 9 febbraio  | Dow Corning Tennis Classic 2009 Midland, USA Cemento $75 000 Singolare - Doppio                   | Chen Yi Rika Fujiwara 7-5, 7–6(5)                      | Melinda Czink Lindsay Lee-Waters           | Katie O'Brien Evgenija Rodina             | Irina-Camelia Begu Ol'ga Alekseevna Pučkova Stéphanie Foretz Gacon Stéphanie Dubois     |
| 9 febbraio  | Mildura Grand Tennis International 2009 Mildura, Australia Erba $25 000 Singolare - Doppio        | Abigail Spears 5-7, 6-3, 6-2                           | Ksenia Palkina                             | Suchanun Viratprasert Monique Adamczak    | Tiffany Welford Isabella Holland Seiko Okamoto Olivia Rogowska                          |
| 9 febbraio  | Mildura Grand Tennis International 2009 Mildura, Australia Erba $25 000 Singolare - Doppio        | Jing-Jing Lu Sheng-Nan Sun 7–6(2), 7–6(4)              | Han Xinyun Chun-Mei Ji                     | Suchanun Viratprasert Monique Adamczak    | Tiffany Welford Isabella Holland Seiko Okamoto Olivia Rogowska                          |
| 9 febbraio  | Salk Ladies 2009 Stoccolma, Svezia Cemento $25 000 Singolare - Doppio                             | Tatjana Maria 6-3, 6-2                                 | Anikó Kapros                               | Lina Stančiūtė Naomi Cavaday              | Sanda Mamić Alexandra Dulgheru Justine Ozga Claudine Schaul                             |
| 9 febbraio  | Salk Ladies 2009 Stoccolma, Svezia Cemento $25 000 Singolare - Doppio                             | Violette Huck Emma Laine 3-6, 7–6(5), [10-8]           | Melanie Klaffner Ksenija Milevskaja        | Lina Stančiūtė Naomi Cavaday              | Sanda Mamić Alexandra Dulgheru Justine Ozga Claudine Schaul                             |
| 9 febbraio  | Albufeira Ladies Open 2009 Albufeira, Portogallo Cemento $10 000 Singolare - Doppio               | Darina Sedenkova 6-3, 6-2                              | Lisa Sabino                                | Roxane Vaisemberg Claudia Giovine         | Keren Shlomo Federica Quercia Nicola Geuer Cristina Celani                              |
| 9 febbraio  | Albufeira Ladies Open 2009 Albufeira, Portogallo Cemento $10 000 Singolare - Doppio               | Lucie Kriegsmannova Darina Sedenkova 6-0, 6-2          | Giulia Gatto-Monticone Federica Quercia    | Roxane Vaisemberg Claudia Giovine         | Keren Shlomo Federica Quercia Nicola Geuer Cristina Celani                              |
| 9 febbraio  | ITF Women's Circuit Jiangmen 2009 Jiangmen, Cina Cemento $10 000 Singolare - Doppio               | Ying-Ying Duan 6-2, 6-4                                | Xie Yan-ze                                 | Chang Liu Ling Zhang                      | Shuai Zhang Zi-Jun Yang Jia-Jing Lu Lei Huang                                           |
| 9 febbraio  | ITF Women's Circuit Jiangmen 2009 Jiangmen, Cina Cemento $10 000 Singolare - Doppio               | Jie Hao Shao-Yuan Kao 6-0, 7-5                         | Xie Yan-ze Shuai Zhang                     | Chang Liu Ling Zhang                      | Shuai Zhang Zi-Jun Yang Jia-Jing Lu Lei Huang                                           |
| 9 febbraio  | Torneo Mallorca II 2009 Maiorca, Spagna Terra rossa $10 000 Singolare - Doppio                    | Tina Schiechtl 5-7, 6-4, 7-5                           | Laura Thorpe                               | Anastasia Grymalska Ekaterine Gorgodze    | Kinnie Laisné Sandra Soler-Sola Federica Di Sarra Valentine Confalonieri                |
| 9 febbraio  | Torneo Mallorca II 2009 Maiorca, Spagna Terra rossa $10 000 Singolare - Doppio                    | Neda Kozić Laura Thorpe 6-3, 2-6, [10-3]               | Simona Dobra Magdalena Kiszczynska         | Anastasia Grymalska Ekaterine Gorgodze    | Kinnie Laisné Sandra Soler-Sola Federica Di Sarra Valentine Confalonieri                |
| 9 febbraio  | Copa Bionaire 2009 Cali, Colombia Terra rossa $50 000 Singolare - Doppio                          | Nastas'sja Jakimava 6-3, 6-0                           | Rossana de los Ríos                        | Tetjana Lužans'ka Polona Hercog           | Maria-Fernanda Alvarez-Teran Eva Fernández-Brugués Nathalie Viérin Edina Gallovits-Hall |
| 9 febbraio  | Copa Bionaire 2009 Cali, Colombia Terra rossa $50 000 Singolare - Doppio                          | Betina Jozami Arantxa Parra Santonja 6-3, 6-1          | Frederica Piedade Nastas'sja Jakimava      | Tetjana Lužans'ka Polona Hercog           | Maria-Fernanda Alvarez-Teran Eva Fernández-Brugués Nathalie Viérin Edina Gallovits-Hall |
| 16 febbraio | City Of Surprise Women's Open 2009 Surprise, USA Cemento $25 000 Singolare - Doppio               | Yanina Wickmayer 6(0)-7, 6-3, 4-3 rit.                 | Julia Vakulenko                            | Kai-Chen Chang Natalia Orlova             | Georgie Gent Olga Boulytcheva Margalita Chakhnašvili Julia Glushko                      |
| 16 febbraio | City Of Surprise Women's Open 2009 Surprise, USA Cemento $25 000 Singolare - Doppio               | Jorgelina Cravero Ekaterina Ivanova 6-1, 6-1           | Ahsha Rolle Yanina Wickmayer               | Kai-Chen Chang Natalia Orlova             | Georgie Gent Olga Boulytcheva Margalita Chakhnašvili Julia Glushko                      |
| 16 febbraio | ITF Women's Circuit Guangzhou 2009 Canton, Cina Cemento $10 000 Singolare - Doppio                | Yi-Miao Zhou 6-3, 4-6, 6-0                             | Chen Liang                                 | Shaozhuo Liu Han Xinyun                   | Shuai Zhang Zi-Jun Yang Yan-Chong Chen Sung-Hee Han                                     |
| 16 febbraio | ITF Women's Circuit Guangzhou 2009 Canton, Cina Cemento $10 000 Singolare - Doppio                | Chun-Mei Ji Chen Liang 6(7)–7, 6-2, [10-3]             | Han Xinyun Sheng-Nan Sun                   | Shaozhuo Liu Han Xinyun                   | Shuai Zhang Zi-Jun Yang Yan-Chong Chen Sung-Hee Han                                     |
| 16 febbraio | Portimao Tivoli Ladies Open 2009 Portimão, Portogallo Cemento $10 000 Singolare - Doppio          | Sandra Soler-Sola 3-6, 6-2, 6-3                        | Nina Bratčikova                            | Yera Campos-Molina Tetjana Arefyeva       | Giulia Gatto-Monticone Roxane Vaisemberg Paula Fondevila-Castro Stéphanie Vongsouthi    |
| 16 febbraio | Portimao Tivoli Ladies Open 2009 Portimão, Portogallo Cemento $10 000 Singolare - Doppio          | Diana Isaeva Liudmila Nikoyan 7–6(5), 6-3              | Raquel Piltcher Roxane Vaisemberg          | Yera Campos-Molina Tetjana Arefyeva       | Giulia Gatto-Monticone Roxane Vaisemberg Paula Fondevila-Castro Stéphanie Vongsouthi    |
| 23 febbraio | Sheriff Jim Coats Clearwater Women's Open 2009 Clearwater, USA Cemento $50 000 Singolare - Doppio | Julie Coin 3-6, 1-1 rit.                               | Yanina Wickmayer                           | Sophie Ferguson Jarmila Gajdošová         | Evgenija Rodina Mervana Jugić-Salkić Kimiko Date-Krumm Maria-Elena Camerin              |
| 23 febbraio | Sheriff Jim Coats Clearwater Women's Open 2009 Clearwater, USA Cemento $50 000 Singolare - Doppio | Lucie Hradecká Michaela Paštiková w/o                  | Maria-Elena Camerin Yanina Wickmayer       | Sophie Ferguson Jarmila Gajdošová         | Evgenija Rodina Mervana Jugić-Salkić Kimiko Date-Krumm Maria-Elena Camerin              |
| 23 febbraio | Biberach Open 2009 Biberach an der Riß, Germania Cemento $50 000 Singolare - Doppio               | Karolina Šprem 6-1, 6-2                                | Kirsten Flipkens                           | Katie O'Brien Julia Görges                | Kristina Barrois Andrea Petković Corinna Dentoni Anna Korzeniak                         |
| 23 febbraio | Biberach Open 2009 Biberach an der Riß, Germania Cemento $50 000 Singolare - Doppio               | Melanie Klaffner Sandra Klemenschits 3-6, 6-4, [17-15] | Kristina Barrois Yvonne Mwusburger         | Katie O'Brien Julia Görges                | Kristina Barrois Andrea Petković Corinna Dentoni Anna Korzeniak                         |

## Marzo
| Settimana | Torneo | Vincitrice                                          | Finalista                                  | Semifinaliste                          | Quarti di finale                                                                |
| --------- | --- | --------------------------------------------------- | ------------------------------------------ | -------------------------------------- | ------------------------------------------------------------------------------- |
| 2 marzo   | Homebush Women's International at Sydney Olympic Park 2009 Sydney, Australia Cemento $25 000 Singolare - Doppio                 | Zhou Yi-miao 6–3, 6–4                               | Yurika Sema                                | Ryoko Fuda Liang Chen                  | Han Xinyun Dianne Hollands Junri Namigata Isabella Holland                      |
| 2 marzo   | Homebush Women's International at Sydney Olympic Park 2009 Sydney, Australia Cemento $25 000 Singolare - Doppio                 | Monique Adamczak Lizaan Du Plessis 6–3, 7–5         | Han Xinyun Ji Chun-mei                     | Ryoko Fuda Liang Chen                  | Han Xinyun Dianne Hollands Junri Namigata Isabella Holland                      |
| 2 marzo   | Pavlov Cup 2009 Minsk, Bielorussia Sintetico $25 000 Singolare - Doppio                                                         | Dar'ja Kustova 6(3)–7, 6–1, 6–4                     | Katie O'Brien                              | Vitalija D'jačenko Oksana Ljubcova     | Ima Bohush Viktoria Yemialyanava Anastasіja Vasyl'jeva Corinna Dentoni          |
| 2 marzo   | Pavlov Cup 2009 Minsk, Bielorussia Sintetico $25 000 Singolare - Doppio                                                         | Ima Bohush Dar'ja Kustova 6–1, 4–6, [10–8]          | Vitalija D'jačenko Evgenija Paškova        | Vitalija D'jačenko Oksana Ljubcova     | Ima Bohush Viktoria Yemialyanava Anastasіja Vasyl'jeva Corinna Dentoni          |
| 2 marzo   | Emerald Coast Association of Realtors $25,000 Women's Challenger 2009 Fort Walton Beach, USA Cemento $25 000 Singolare - Doppio | Gabriela Paz 1–6, 6–4, 7–5                          | Kacjaryna Dzehalevič                       | Karolína Plíšková Ekaterina Byčkova    | Aiko Nakamura Georgie Stoop Chan Chin-wei Ana Jovanović                         |
| 2 marzo   | Emerald Coast Association of Realtors $25,000 Women's Challenger 2009 Fort Walton Beach, USA Cemento $25 000 Singolare - Doppio | Aleksandra Panova Tat'jana Puček 6–2, 6–2           | Ekaterina Byčkova Kacjaryna Dzehalevič     | Karolína Plíšková Ekaterina Byčkova    | Aiko Nakamura Georgie Stoop Chan Chin-wei Ana Jovanović                         |
| 2 marzo   | Open GDF Suez De Lyon 2009 Lione, Francia Cemento $10 000 Singolare - Doppio                                                    | Zhang Shuai 1–6, 6–1, 6–3                           | Claire Feuerstein                          | Karla Mraz Patrycja Sanduska           | Jing-Jing Lu Victoria Larrière Violette Huck Stéphanie Vongsouthi               |
| 2 marzo   | Open GDF Suez De Lyon 2009 Lione, Francia Cemento $10 000 Singolare - Doppio                                                    | Jing-Jing Lu Sheng-Nan Sun 6–4, 7–5                 | Pemra Özgen Zhang Shuai                    | Karla Mraz Patrycja Sanduska           | Jing-Jing Lu Victoria Larrière Violette Huck Stéphanie Vongsouthi               |
| 2 marzo   | Marjorie Sherman Women's Circuit 2009 Raanana, Israele Cemento $10 000 Singolare - Doppio                                       | Sarah Gronert 6–0, 6–1                              | Lavinia Lobbinger                          | Daria Kuchmina Keren Shlomo            | Julia Glushko Virág Németh Martina Babáková Vivienne Vierin                     |
| 2 marzo   | Marjorie Sherman Women's Circuit 2009 Raanana, Israele Cemento $10 000 Singolare - Doppio                                       | Sarah Gronert Keren Shlomo 7–5, 7–5                 | Lucia Kovarčíková Zuzana Linhova           | Daria Kuchmina Keren Shlomo            | Julia Glushko Virág Németh Martina Babáková Vivienne Vierin                     |
| 2 marzo   | Internationaler Badische Meisterschaften der Damen 2009 Buchen, Germania Sintetico $10 000 Singolare - Doppio                   | Korina Perkovic 6–3, 7–6(0)                         | Romina Oprandi                             | Justine Ozga Rebecca Marino            | Carmen Klaschka Lena-Marie Hofmann Tadeja Majerič Anna Korzeniak                |
| 2 marzo   | Internationaler Badische Meisterschaften der Damen 2009 Buchen, Germania Sintetico $10 000 Singolare - Doppio                   | Sandra Martinović Romina Oprandi 5–7, 7–5, [10–8]   | Katerina Avdiyenko Anastasija Poltorackaja | Justine Ozga Rebecca Marino            | Carmen Klaschka Lena-Marie Hofmann Tadeja Majerič Anna Korzeniak                |
| 2 marzo   | ITF Women's Circuit Giza 2009 Giza, Egitto Terra rossa $10 000 Singolare - Doppio                                               | Oksana Kalašnikova 6–4, 4–6, 6–3                    | Eva Fernández Brugués                      | Galina Fokina Marcella Koek            | Bibiane Schoofs Marlot Meddens Laura Siegemund Jana Jandova                     |
| 2 marzo   | ITF Women's Circuit Giza 2009 Giza, Egitto Terra rossa $10 000 Singolare - Doppio                                               | Fatima El Allami Oksana Kalašnikova 6–4, 6–2        | Marlot Meddens Bibiane Schoofs             | Galina Fokina Marcella Koek            | Bibiane Schoofs Marlot Meddens Laura Siegemund Jana Jandova                     |
| 9 marzo   | ITF Women's Circuit Giza 2 2009 Giza, Egitto Terra rossa $10 000 Singolare - Doppio                                             | Galina Fokina 6–4, 6–2                              | Oksana Kalašnikova                         | Aleksandra Filipovski Tereza Mrdeža    | Astrid Besser Nadia Lalami Kinnie Laisné Réka-Luca Jani                         |
| 9 marzo   | ITF Women's Circuit Giza 2 2009 Giza, Egitto Terra rossa $10 000 Singolare - Doppio                                             | Galina Fokina Al'ona Sotnikova 6–4, 3–6, [10–8]     | Bibiane Schoofs Sandra Zaniewska           | Aleksandra Filipovski Tereza Mrdeža    | Astrid Besser Nadia Lalami Kinnie Laisné Réka-Luca Jani                         |
| 9 marzo   | ITF Women's Circuit Rome-Real 2009 Roma, Italia Terra rossa $10 000 Singolare - Doppio                                          | Karolina Kosińska 6–2, 3–6, 6–4                     | Dia Evtimova                               | Liana Ungur Anastasia Grymalska        | Simona Dobra Valentina Sulpizio Annalisa Bona Darina Sedenkova                  |
| 9 marzo   | ITF Women's Circuit Rome-Real 2009 Roma, Italia Terra rossa $10 000 Singolare - Doppio                                          | Claudia Giovine Valentina Sulpizio 4–6, 6–0, [10–6] | Jasmina Kajtazovic Lucia Sainz Pelegri     | Liana Ungur Anastasia Grymalska        | Simona Dobra Valentina Sulpizio Annalisa Bona Darina Sedenkova                  |
| 9 marzo   | Ciudad de Las Palmas 2009 Las Palmas de Gran Canaria, Spagna Cemento $10 000 Singolare - Doppio                                 | Emily Webley-Smith 6–0, 7–6(5)                      | Elena Čalova                               | Elica Kostova Lara Arruabarrena Vecino | Liu Shaozhuo Vivienne Vierin Leticia Costas Moreira Sarah Moundir               |
| 9 marzo   | Ciudad de Las Palmas 2009 Las Palmas de Gran Canaria, Spagna Cemento $10 000 Singolare - Doppio                                 | Jing-Jing Lu Sheng-Nan Sun 6–3, 7–6(1)              | Yana Buchina Taja Mohorcic                 | Elica Kostova Lara Arruabarrena Vecino | Liu Shaozhuo Vivienne Vierin Leticia Costas Moreira Sarah Moundir               |
| 9 marzo   | ITF Women's Circuit North Shore City 2009 North Shore City, Nuova Zelanda Cemento $10 000 Singolare - Doppio                    | Zhang Ling 6–1, 6–0                                 | Hwang I-hsuan                              | Sandy Gumulya Kim So-jung              | Ana-Clara Duarte Lizaan Du Plessis Yang Zi-jun Chae Kyung-yee                   |
| 9 marzo   | ITF Women's Circuit North Shore City 2009 North Shore City, Nuova Zelanda Cemento $10 000 Singolare - Doppio                    | Kim So-jung Ayaka Maekawa 7–5, 7–6(4)               | Alison Bai Renee Binnie                    | Sandy Gumulya Kim So-jung              | Ana-Clara Duarte Lizaan Du Plessis Yang Zi-jun Chae Kyung-yee                   |
| 9 marzo   | Open GDF SUEZ de Bourgogne 2009 Digione, Francia Cemento $10 000 Singolare - Doppio                                             | Violette Huck 6–4, 7–6(2)                           | Laura Ioana Andrei                         | Patrycja Sanduska Amanda Elliott       | Claudine Schaul Pemra Özgen Audrey Bergot Iveta Gerlová                         |
| 9 marzo   | Open GDF SUEZ de Bourgogne 2009 Digione, Francia Cemento $10 000 Singolare - Doppio                                             | Daniëlle Harmsen Kim Kilsdonk 7–6(2), 6–1           | Amanda Elliott Violette Huck               | Patrycja Sanduska Amanda Elliott       | Claudine Schaul Pemra Özgen Audrey Bergot Iveta Gerlová                         |
| 16 marzo  | USTA Challenger of Redding 2009 Redding, USA Cemento $25 000 Singolare - Doppio                                                 | Laura Granville 6–2, 2–6, 6–4                       | Rika Fujiwara                              | Alberta Brianti Kimiko Date-Krumm      | Madison Brengle Stéphanie Dubois Stefanie Vögele Ajla Tomljanović               |
| 16 marzo  | USTA Challenger of Redding 2009 Redding, USA Cemento $25 000 Singolare - Doppio                                                 | Anna Orlik Maša Zec Peškirič 7–6(4), 6–4            | Aleksandra Panova Tomoko Yonemura          | Alberta Brianti Kimiko Date-Krumm      | Madison Brengle Stéphanie Dubois Stefanie Vögele Ajla Tomljanović               |
| 16 marzo  | Ciudad Santa Cruz De Tenerife 2009 Santa Cruz de Tenerife, Spagna Cemento $25 000 Singolare - Doppio                            | Elena Bovina 6–2, 6–4                               | Rebecca Marino                             | Jing-Jing Lu Irena Pavlović            | Ryoko Fuda Yvonne Meusburger Anastasia Sevastova Maret Ani                      |
| 16 marzo  | Ciudad Santa Cruz De Tenerife 2009 Santa Cruz de Tenerife, Spagna Cemento $25 000 Singolare - Doppio                            | Sheng-Nan Sun Zhang Shuai 6–1, 6–2                  | Paula Fondevila Castro Laura Thorpe        | Jing-Jing Lu Irena Pavlović            | Ryoko Fuda Yvonne Meusburger Anastasia Sevastova Maret Ani                      |
| 16 marzo  | Internationaux Féminins d'Amiens 2009 Amiens, Francia Terra rossa $10 000 Singolare - Doppio                                    | Violette Huck 6–3, 6–4                              | Audrey Bergot                              | Nicola Geuer Karla Mraz                | Karin Morgosova Sarah Gronert Solene Ficheux Sherazad Benamar                   |
| 16 marzo  | Internationaux Féminins d'Amiens 2009 Amiens, Francia Terra rossa $10 000 Singolare - Doppio                                    | Olga Brózda Magdalena Kiszczyńska 6–2, 6–1          | Bianca Hîncu Anaïs Laurendon               | Nicola Geuer Karla Mraz                | Karin Morgosova Sarah Gronert Solene Ficheux Sherazad Benamar                   |
| 16 marzo  | AEGON Pro Series Bath ITF 2009 Bath, Gran Bretagna Cemento $10 000 Singolare - Doppio                                           | Stéphanie Vongsouthi 6–2, 6–4                       | Verdiana Verardi                           | Lucia Vrskova Naomi Broady             | Karolina Nowak Jade Curtis Darija Jurak Alice Balducci                          |
| 16 marzo  | AEGON Pro Series Bath ITF 2009 Bath, Gran Bretagna Cemento $10 000 Singolare - Doppio                                           | Stefania Boffa Anna Fitzpatrick 6–1, 6–1            | Veronica Chvojkova Kateřina Vaňková        | Lucia Vrskova Naomi Broady             | Karolina Nowak Jade Curtis Darija Jurak Alice Balducci                          |
| 16 marzo  | ITF Women's Circuit Hamilton 2009 Hamilton, Nuova Zelanda Cemento $10 000 Singolare - Doppio                                    | Ayu-Fani Damayanti 6–4, 4–6, 6–3                    | Noppawan Lertcheewakarn                    | Zhang Ling Ayaka Maekawa               | Sandy Gumulya Montinee Tangphong Jessy Rompies Hwang I-hsuan                    |
| 16 marzo  | ITF Women's Circuit Hamilton 2009 Hamilton, Nuova Zelanda Cemento $10 000 Singolare - Doppio                                    | Kim So-jung Ayaka Maekawa 7–5, 6–3                  | Jessy Rompies Varatchaya Wongteanchai      | Zhang Ling Ayaka Maekawa               | Sandy Gumulya Montinee Tangphong Jessy Rompies Hwang I-hsuan                    |
| 16 marzo  | ITF Women's Circuit Lima 2009 Lima, Perù Terra rossa $10 000 Singolare - Doppio                                                 | Maria-Emilia Salerni 6–2, 6–1                       | Lucia Jara-Lozano                          | Andrea Koch-Benvenuto Amanda Carreras  | Paula Cristina Gonçalves Emilia Yorio Vanesa Furlanetto Mailen Auroux           |
| 16 marzo  | ITF Women's Circuit Lima 2009 Lima, Perù Terra rossa $10 000 Singolare - Doppio                                                 | Lucia Jara-Lozano Maria-Emilia Salerni 7–6(3), 6–3  | Carla Beltrami Tatiana Búa                 | Andrea Koch-Benvenuto Amanda Carreras  | Paula Cristina Gonçalves Emilia Yorio Vanesa Furlanetto Mailen Auroux           |
| 16 marzo  | ITF Women's Circuit Cairo 2009 Il Cairo, Egitto Terra rossa $25 000 Singolare - Doppio                                          | Kathrin Wörle 6–2, 6–4                              | Nathalie Viérin                            | Lenka Wienerová Laura Siegemund        | Corinna Dentoni Eloisa María Compostizo de Andrés Olivia Sanchez Réka-Luca Jani |
| 16 marzo  | ITF Women's Circuit Cairo 2009 Il Cairo, Egitto Terra rossa $25 000 Singolare - Doppio                                          | Anikó Kapros Katalin Marosi 7–5, 6–3                | Megan Moulton-Levy Laura Siegemund         | Lenka Wienerová Laura Siegemund        | Corinna Dentoni Eloisa María Compostizo de Andrés Olivia Sanchez Réka-Luca Jani |
| 16 marzo  | Eurotools Cup 2009 Pomezia, Italia Terra rossa $10 000 Singolare - Doppio                                                       | Dar'ja Kustova 6–2, 6–2                             | Anna Korzeniak                             | Evelyn Mayr Darina Sedenkova           | Lucie Kriegsmannova Raffaella Bindi Valentina Sulpizio Alice Moroni             |
| 16 marzo  | Eurotools Cup 2009 Pomezia, Italia Terra rossa $10 000 Singolare - Doppio                                                       | Simona Dobra Karolina Kosińska 6–3, 6–4             | Claudia Giovine Valentina Sulpizio         | Evelyn Mayr Darina Sedenkova           | Lucie Kriegsmannova Raffaella Bindi Valentina Sulpizio Alice Moroni             |
| 16 marzo  | Women's ITF Irapuato Club de Golf Santa Margarita 2009 Irapuato, Messico Cemento $25 000 Singolare - Doppio                     | Chanelle Scheepers 6–1, 7–5                         | Natalia Ryzhonkova                         | Valérie Tétreault Renata Voráčová      | Frederica Piedade Jorgelina Cravero Tetjana Lužans'ka Lena Litvak               |
| 16 marzo  | Women's ITF Irapuato Club de Golf Santa Margarita 2009 Irapuato, Messico Cemento $25 000 Singolare - Doppio                     | Jorgelina Cravero Veronica Spiegel 6–1, 6–0         | Soledad Esperón Chanelle Scheepers         | Valérie Tétreault Renata Voráčová      | Frederica Piedade Jorgelina Cravero Tetjana Lužans'ka Lena Litvak               |
| 23 marzo  | Abierto La Asuncion Femenil ITF 2009 Metepec, Messico Cemento $10 000 Singolare - Doppio                                        | María Irigoyen 7–6(6), 6-1                          | Aranza Salut                               | Lena Litvak Maria Mokh                 | Veronica Spiegel Paula Zabala Tina Schiechtl Maria Fernanda Alves               |
| 23 marzo  | Abierto La Asuncion Femenil ITF 2009 Metepec, Messico Cemento $10 000 Singolare - Doppio                                        | Dominika Dieskova Katerina Kramperova 6-1, 7–6(5)   | Maria Fernanda Alves Jennifer Elie         | Lena Litvak Maria Mokh                 | Veronica Spiegel Paula Zabala Tina Schiechtl Maria Fernanda Alves               |
| 23 marzo  | Open GDF SUEZ de Gonesse 2009 Gonesse, Francia Terra rossa $10 000 Singolare - Doppio                                           | Julia Babilon 3-6, 6-3, 6-4                         | Magdalena Kiszczynska                      | Olga Brózda Aleksandra Grela           | Olivia Sanchez Dar'ja Gavrilova Karla Mraz Silvia Disderi                       |
| 23 marzo  | Open GDF SUEZ de Gonesse 2009 Gonesse, Francia Terra rossa $10 000 Singolare - Doppio                                           | Magdalena Kiszczynska Olga Brózda 6-1, 6-2          | Martina Caciotti Nicole Clerico            | Olga Brózda Aleksandra Grela           | Olivia Sanchez Dar'ja Gavrilova Karla Mraz Silvia Disderi                       |
| 23 marzo  | Torneo Internacional Copa Club Villa 2009 Lima, Perù Terra rossa $10 000 Singolare - Doppio                                     |                                                     |                                            |                                        |                                                                                 |
| 23 marzo  | |                                                     |                                            |                                        |                                                                                 |
| 23 marzo  | Latina Women's Cup 2009 Latina-Nascosa, Italia Terra rossa $10 000 Singolare - Doppio                                           |                                                     |                                            |                                        |                                                                                 |
| 23 marzo  | |                                                     |                                            |                                        |                                                                                 |
| 23 marzo  | The Jersey International 2009 Jersey, Gran Bretagna Cemento $25 000 Singolare - Doppio                                          |                                                     |                                            |                                        |                                                                                 |
| 23 marzo  | |                                                     |                                            |                                        |                                                                                 |
| 23 marzo  | Tangipahoa Tourism $25,000 Women'S Pro Classic 2009 Hammond, USA Cemento $25 000 Singolare - Doppio                             |                                                     |                                            |                                        |                                                                                 |
| 23 marzo  | |                                                     |                                            |                                        |                                                                                 |
| 23 marzo  | Moscow Open 2009 Mosca, Russia Cemento $25 000 Singolare - Doppio                                                               |                                                     |                                            |                                        |                                                                                 |
| 23 marzo  | |                                                     |                                            |                                        |                                                                                 |
| 23 marzo  | Open Isla Bonita 2009 La Palma, Spagna Cemento $25 000 Singolare - Doppio                                                       |                                                     |                                            |                                        |                                                                                 |
| 23 marzo  | |                                                     |                                            |                                        |                                                                                 |
| 23 marzo  | Kofu International Open 2009 Kōfu, Giappone Cemento $10 000 Singolare - Doppio                                                  |                                                     |                                            |                                        |                                                                                 |
| 23 marzo  | |                                                     |                                            |                                        |                                                                                 |
| 23 marzo  | ITF Women's Circuit Wellington 2009 Wellington, Nuova Zelanda Cemento $10 000 Singolare - Doppio                                |                                                     |                                            |                                        |                                                                                 |
| 23 marzo  | |                                                     |                                            |                                        |                                                                                 |
| 30 marzo  | ITF Women's Circuit Khanty-Mansiysk 2009 Chanty-Mansijsk, Russia Sintetico $50 000 Singolare - Doppio                           |                                                     |                                            |                                        |                                                                                 |
| 30 marzo  | ITF Women's Circuit Khanty-Mansiysk 2009 Chanty-Mansijsk, Russia Sintetico $50 000 Singolare - Doppio                           |                                                     |                                            |                                        |                                                                                 |
| 30 marzo  | Pelham Racquet Club Women's $25K Pro Circuit Challenger 2009 Pelham, USA Terra rossa $25 000 Singolare - Doppio                 |                                                     |                                            |                                        |                                                                                 |
| 30 marzo  | |                                                     |                                            |                                        |                                                                                 |
| 30 marzo  | GD Tennis Cup 2009 Adalia-Belek, Turchia Cemento $10 000 Singolare - Doppio                                                     |                                                     |                                            |                                        |                                                                                 |
| 30 marzo  | |                                                     |                                            |                                        |                                                                                 |
| 30 marzo  | ITF Women's Circuit Lima 2009 Lima, Perù Terra rossa $10 000 Singolare - Doppio                                                 |                                                     |                                            |                                        |                                                                                 |
| 30 marzo  | |                                                     |                                            |                                        |                                                                                 |
| 30 marzo  | ITF Women's Circuit Latina 2009 Latina, Italia Terra rossa $50 000 Singolare - Doppio                                           |                                                     |                                            |                                        |                                                                                 |
| 30 marzo  | |                                                     |                                            |                                        |                                                                                 |

## Aprile
| Settimana | Torneo | Vincitrice | Finalista | Semifinaliste | Quarti di finale |
| --------- | --- | ---------- | --------- | ------------- | ---------------- |
| 6 aprile  | Koddaert Ladies Open 2009 Torhout, Belgio Cemento $100 000+H Singolare - Doppio                                        |            |           |               |                  |
| 6 aprile  | Koddaert Ladies Open 2009 Torhout, Belgio Cemento $100 000+H Singolare - Doppio                                        |            |           |               |                  |
| 6 aprile  | Torneo Internacional de Tenis Femenino Ciudad de Monzón 2009 Monzón, Spagna Cemento $75 000 Singolare - Doppio         |            |           |               |                  |
| 6 aprile  | |            |           |               |                  |
| 6 aprile  | St. Dominic USTA Pro Circuit $25,000 Women's Challenger 2009 Jackson, USA Terra rossa $25 000 Singolare - Doppio       |            |           |               |                  |
| 6 aprile  | |            |           |               |                  |
| 6 aprile  | Trofeo Magna Capitanata 2009 Foggia, Italia Terra rossa $10 000 Singolare - Doppio                                     |            |           |               |                  |
| 6 aprile  | |            |           |               |                  |
| 6 aprile  | Solaris Sibenik Open 2009 Sebenico, Croazia Terra rossa $10 000 Singolare - Doppio                                     |            |           |               |                  |
| 6 aprile  | |            |           |               |                  |
| 6 aprile  | Shine Cup Belek 2009 Adalia-Belek, Turchia Cemento $10 000 Singolare - Doppio                                          |            |           |               |                  |
| 6 aprile  | |            |           |               |                  |
| 13 aprile | Limburg Open 2009 Tessenderlo, Belgio Terra rossa $25 000 Singolare - Doppio                                           |            |           |               |                  |
| 13 aprile | Limburg Open 2009 Tessenderlo, Belgio Terra rossa $25 000 Singolare - Doppio                                           |            |           |               |                  |
| 13 aprile | Torneo Tirreno Power 2009 Civitavecchia, Italia Terra rossa $25 000 Singolare - Doppio                                 |            |           |               |                  |
| 13 aprile | |            |           |               |                  |
| 13 aprile | Oaks Club $25,000 USTA Challenger 2009 Osprey, USA Terra verde $25 000 Singolare - Doppio                              |            |           |               |                  |
| 13 aprile | |            |           |               |                  |
| 13 aprile | Gariful Hvar Open 2009 Lesina, Croazia Terra rossa $10 000 Singolare - Doppio                                          |            |           |               |                  |
| 13 aprile | |            |           |               |                  |
| 13 aprile | Shine Cup Belek 2009 Adalia-Belek, Turchia Cemento $10 000 Singolare - Doppio                                          |            |           |               |                  |
| 13 aprile | |            |           |               |                  |
| 13 aprile | Shymkent Womens 2009 Şımkent, Kazakistan Terra rossa $10 000 Singolare - Doppio                                        |            |           |               |                  |
| 13 aprile | |            |           |               |                  |
| 13 aprile | Asociacion Argentina de Tenis Women Circuit 2009 Buenos Aires, Argentina Terra rossa $10 000 Singolare - Doppio        |            |           |               |                  |
| 13 aprile | |            |           |               |                  |
| 20 aprile | Dothan Pro Classic 2009 Dothan, USA Terra verde $75 000 Singolare - Doppio                                             |            |           |               |                  |
| 20 aprile | Dothan Pro Classic 2009 Dothan, USA Terra verde $75 000 Singolare - Doppio                                             |            |           |               |                  |
| 20 aprile | Trofeo Martino 2009 Bari, Italia Terra rossa $25 000 Singolare - Doppio                                                |            |           |               |                  |
| 20 aprile | |            |           |               |                  |
| 20 aprile | ITF Changwon Women's Challenger Tennis 2009 Changwon, Corea del Sud Cemento $25 000 Singolare - Doppio                 |            |           |               |                  |
| 20 aprile | |            |           |               |                  |
| 20 aprile | Torneo Internacional Ciutat de Torrent 2009 Torrent, Spagna Terra rossa $10 000 Singolare - Doppio                     |            |           |               |                  |
| 20 aprile | |            |           |               |                  |
| 20 aprile | Bluesun Bol Ladies Open 2009 Bol, Croazia Terra rossa $10 000 Singolare - Doppio                                       |            |           |               |                  |
| 20 aprile | |            |           |               |                  |
| 20 aprile | Almaty Womens 2009 Almaty, Kazakistan Cemento $10 000 Singolare - Doppio                                               |            |           |               |                  |
| 20 aprile | |            |           |               |                  |
| 20 aprile | Asociacion Argentina de Tenis Women Circuit 2 2009 Buenos Aires, Argentina Terra rossa $10 000 Singolare - Doppio      |            |           |               |                  |
| 20 aprile | |            |           |               |                  |
| 27 aprile | Open GDF SUEZ de Cagnes-sur-Mer Alpes-Maritimes 2009 Cagnes-sur-Mer, Francia Terra rossa $100 000+H Singolare - Doppio |            |           |               |                  |
| 27 aprile | Open GDF SUEZ de Cagnes-sur-Mer Alpes-Maritimes 2009 Cagnes-sur-Mer, Francia Terra rossa $100 000+H Singolare - Doppio |            |           |               |                  |
| 27 aprile | Soweto Open 2009 Johannesburg, Sudafrica Cemento $100 000+H Singolare - Doppio                                         |            |           |               |                  |
| 27 aprile | |            |           |               |                  |
| 27 aprile | Makarska Ladies Open 2009 Macarsca, Croazia Terra rossa $50 000 Singolare - Doppio                                     |            |           |               |                  |
| 27 aprile | |            |           |               |                  |
| 27 aprile | Boyd Tinsley Women’s Clay Court Classic 2009 Charlottesville, USA Terra verde $50 000 Singolare - Doppio               |            |           |               |                  |
| 27 aprile | |            |           |               |                  |
| 27 aprile | Kangaroo Cup International Ladies Open Tennis 2009 Gifu, Giappone Sintetico $50 000 Singolare - Doppio                 |            |           |               |                  |
| 27 aprile | |            |           |               |                  |
| 27 aprile | ITF Gimcheon Women's Challenger Tennis 2009 Gimcheon, Corea del Sud Cemento $25 000 Singolare - Doppio                 |            |           |               |                  |
| 27 aprile | |            |           |               |                  |
| 27 aprile | Bundaberg Tennis International 2009 Bundaberg, Australia Terra rossa $25 000 Singolare - Doppio                        |            |           |               |                  |
| 27 aprile | |            |           |               |                  |
| 27 aprile | Bankaltim Women's Circuit 2009 Balikpapan, Indonesia Cemento $25 000 Singolare - Doppio                                |            |           |               |                  |
| 27 aprile | |            |           |               |                  |
| 27 aprile | Namangan Women's Tournament 2009 Namangan, Uzbekistan Cemento $25 000 Singolare - Doppio                               |            |           |               |                  |
| 27 aprile | |            |           |               |                  |
| 27 aprile | AEGON Pro Series Bournemouth 2009 Bournemouth, Gran Bretagna Terra rossa $10 000 Singolare - Doppio                    |            |           |               |                  |
| 27 aprile | |            |           |               |                  |
| 27 aprile | Internazionali Femminili di Tennis di Brescia 2009 Brescia, Italia Terra rossa $10 000 Singolare - Doppio              |            |           |               |                  |
| 27 aprile | |            |           |               |                  |
| 27 aprile | Torneo Club Tennis Vic 2009 Vic, Spagna Terra rossa $10 000 Singolare - Doppio                                         |            |           |               |                  |
| 27 aprile | |            |           |               |                  |
| 27 aprile | Asociacion Argentina de Tenis Women Circuit 3 2009 Buenos Aires, Argentina Terra rossa $10 000 Singolare - Doppio      |            |           |               |                  |
| 27 aprile | |            |           |               |                  |

## Maggio
| Settimana | Torneo | Vincitrice | Finalista | Semifinaliste | Quarti di finale |
| --------- | --- | ---------- | --------- | ------------- | ---------------- |
| 4 maggio  | GDF SUEZ Open Romania 2009 Bucarest, Romania Terra rossa $100 000 Singolare - Doppio                                                   |            |           |               |                  |
| 4 maggio  | GDF SUEZ Open Romania 2009 Bucarest, Romania Terra rossa $100 000 Singolare - Doppio                                                   |            |           |               |                  |
| 4 maggio  | Zagreb Open 2009 Zagabria, Croazia Terra rossa $50 000 Singolare - Doppio                                                              |            |           |               |                  |
| 4 maggio  | |            |           |               |                  |
| 4 maggio  | MIMA Foundation USTA Pro Tennis Classic 2009 Indian Harbour Beach, USA Terra verde $50 000 Singolare - Doppio                          |            |           |               |                  |
| 4 maggio  | |            |           |               |                  |
| 4 maggio  | Fukuoka International Women's Cup 2009 Fukuoka, Giappone Sintetico $50 000 Singolare - Doppio                                          |            |           |               |                  |
| 4 maggio  | |            |           |               |                  |
| 4 maggio  | Città di Firenze 2009 Firenze, Italia Terra rossa $25 000 Singolare - Doppio                                                           |            |           |               |                  |
| 4 maggio  | |            |           |               |                  |
| 4 maggio  | City of Ipswich Tennis International 2009 Ipswich, Australia Terra rossa $25 000 Singolare - Doppio                                    |            |           |               |                  |
| 4 maggio  | |            |           |               |                  |
| 4 maggio  | AEGON Pro Series Edinburgh 2009 Edimburgo, Gran Bretagna Terra rossa $10 000 Singolare - Doppio                                        |            |           |               |                  |
| 4 maggio  | |            |           |               |                  |
| 4 maggio  | Torneo Clube Sport Iumasram 2009 Badalona, Spagna Terra rossa $10 000 Singolare - Doppio                                               |            |           |               |                  |
| 4 maggio  | |            |           |               |                  |
| 4 maggio  | Wiesbaden Tennis Open 2009 Wiesbaden, Germania Terra rossa $10 000 Singolare - Doppio                                                  |            |           |               |                  |
| 4 maggio  | |            |           |               |                  |
| 4 maggio  | Walikota Tarakan Women's Open 2009 Tarakan, Indonesia Cemento $10 000 Singolare - Doppio                                               |            |           |               |                  |
| 4 maggio  | |            |           |               |                  |
| 4 maggio  | Mostar Ladies Open 2009 Mostar, Bosnia ed Erzegovina Terra rossa $10 000 Singolare - Doppio                                            |            |           |               |                  |
| 4 maggio  | |            |           |               |                  |
| 4 maggio  | Ursynow Cup 2009 Varsavia, Polonia Terra rossa $10 000 Singolare - Doppio                                                              |            |           |               |                  |
| 4 maggio  | |            |           |               |                  |
| 11 maggio | Torneo Clube de Tenis de Vila Real de Santo Antonio 2009 Vila Real de Santo António, Portogallo Terra rossa $10 000 Singolare - Doppio |            |           |               |                  |
| 11 maggio | Torneo Clube de Tenis de Vila Real de Santo Antonio 2009 Vila Real de Santo António, Portogallo Terra rossa $10 000 Singolare - Doppio |            |           |               |                  |
| 11 maggio | Palmera Beach Resort 2009 Ain Elsokhna-Suiz, Egitto Terra rossa $10 000 Singolare - Doppio                                             |            |           |               |                  |
| 11 maggio | |            |           |               |                  |
| 11 maggio | Open GDF SUEZ de Midi-Pyrénées 2009 Saint-Gaudens, Francia Terra rossa $50 000 Singolare - Doppio                                      |            |           |               |                  |
| 11 maggio | |            |           |               |                  |
| 11 maggio | RBC Bank Women's Challenger 2009 Raleigh, USA Terra rossa $50 000 Singolare - Doppio                                                   |            |           |               |                  |
| 11 maggio | |            |           |               |                  |
| 11 maggio | Kurume Best Amenity International Women's Tennis 2009 Kurume, Giappone Sintetico $50 000 Singolare - Doppio                            |            |           |               |                  |
| 11 maggio | |            |           |               |                  |
| 11 maggio | Internazionali Femminili di Tennis Città di Caserta 2009 Caserta, Italia Terra rossa $10 000 Singolare - Doppio                        |            |           |               |                  |
| 11 maggio | |            |           |               |                  |
| 11 maggio | Bupati Bulungan Women's Open 2009 Tanjung Selor, Indonesia Cemento $25 000 Singolare - Doppio                                          |            |           |               |                  |
| 11 maggio | |            |           |               |                  |
| 11 maggio | Trofeul Distrigaz Sud 2009 Bucarest, Romania Terra rossa $10 000 Singolare - Doppio                                                    |            |           |               |                  |
| 11 maggio | |            |           |               |                  |
| 11 maggio | Michalovce Cup 2009 Michalovce, Slovacchia Terra rossa $10 000 Singolare - Doppio                                                      |            |           |               |                  |
| 11 maggio | |            |           |               |                  |
| 11 maggio | Torneo Isla Fuerteventura 2009 Fuerteventura, Spagna Sintetico $10 000 Singolare - Doppio                                              |            |           |               |                  |
| 11 maggio | |            |           |               |                  |
| 11 maggio | Megafon Svetlana Dreamcup 2009 San Pietroburgo, Russia Cemento $10 000 Singolare - Doppio                                              |            |           |               |                  |
| 11 maggio | |            |           |               |                  |
| 11 maggio | ITF Women's Circuit Antalya-Manavgat 2009 Adalia-Manavgat, Turchia Terra rossa $10 000 Singolare - Doppio                              |            |           |               |                  |
| 11 maggio | |            |           |               |                  |
| 18 maggio | Sapronov-tennis Kharkiv Ladies Cup 2009 Charkiv, Ucraina Terra rossa $25 000 Singolare - Doppio                                        |            |           |               |                  |
| 18 maggio | Sapronov-tennis Kharkiv Ladies Cup 2009 Charkiv, Ucraina Terra rossa $25 000 Singolare - Doppio                                        |            |           |               |                  |
| 18 maggio | Summer Cup 2009 Mosca, Russia Terra rossa $25 000 Singolare - Doppio                                                                   |            |           |               |                  |
| 18 maggio | |            |           |               |                  |
| 18 maggio | ITF Incheon Women's Challenger Tennis 2009 Incheon, Corea del Sud Cemento $25 000 Singolare - Doppio                                   |            |           |               |                  |
| 18 maggio | |            |           |               |                  |
| 18 maggio | ITF Women's Circuit Nagano 2009 Nagano, Giappone Sintetico $25 000 Singolare - Doppio                                                  |            |           |               |                  |
| 18 maggio | |            |           |               |                  |
| 18 maggio | Koser Jewelers Pro Circuit Tennis Challenge 2009 Landisville, USA Cemento $10 000 Singolare - Doppio                                   |            |           |               |                  |
| 18 maggio | |            |           |               |                  |
| 18 maggio | Ciudad de Telde Trofeo Clube 2009 Telde, Spagna Terra rossa $10 000 Singolare - Doppio                                                 |            |           |               |                  |
| 18 maggio | |            |           |               |                  |
| 18 maggio | Trofeul Popeci 2009 Craiova, Romania Terra rossa $10 000 Singolare - Doppio                                                            |            |           |               |                  |
| 18 maggio | |            |           |               |                  |
| 18 maggio | ITF Women's Circuit Antalya-Manavgat 2 2009 Adalia-Manavgat, Turchia Terra rossa $10 000 Singolare - Doppio                            |            |           |               |                  |
| 18 maggio | |            |           |               |                  |
| 18 maggio | MSLTA ITF US $ 10,000 Women's Tennis Tournament 2009 Mumbai, India Cemento $10 000 Singolare - Doppio                                  |            |           |               |                  |
| 18 maggio | |            |           |               |                  |
| 18 maggio | Cantahede Ladies Open 2009 Cantahede, Portogallo Sintetico $10 000 Singolare - Doppio                                                  |            |           |               |                  |
| 18 maggio | |            |           |               |                  |
| 18 maggio | Palmera Beach Resort 2009 Ain Elsokhna-Suiz, Egitto Terra rossa $10 000 Singolare - Doppio                                             |            |           |               |                  |
| 18 maggio | |            |           |               |                  |
| 18 maggio | Torneo Tênis Clube de Santos 2009 Santos, Brasile Terra rossa $25 000 Singolare - Doppio                                               |            |           |               |                  |
| 18 maggio | |            |           |               |                  |
| 25 maggio | ITF Women's Circuit Cordoba 2009 Córdoba, Argentina Terra rossa $10 000 Singolare - Doppio                                             |            |           |               |                  |
| 25 maggio | ITF Women's Circuit Cordoba 2009 Córdoba, Argentina Terra rossa $10 000 Singolare - Doppio                                             |            |           |               |                  |
| 25 maggio | GDF SUEZ Trofeul Ilie Nastase 2009 Pitești, Romania Terra rossa $10 000 Singolare - Doppio                                             |            |           |               |                  |
| 25 maggio | |            |           |               |                  |
| 25 maggio | ITF Women's Circuit New Delhi 2009 Nuova Delhi, India Cemento $10 000 Singolare - Doppio                                               |            |           |               |                  |
| 25 maggio | |            |           |               |                  |
| 25 maggio | Braga Ladies Open 2009 Braga, Portogallo Terra rossa $10 000 Singolare - Doppio                                                        |            |           |               |                  |
| 25 maggio | |            |           |               |                  |
| 25 maggio | Torneo Club Tennis Tortosa 2009 Tortosa, Spagna Terra rossa $10 000 Singolare - Doppio                                                 |            |           |               |                  |
| 25 maggio | |            |           |               |                  |
| 25 maggio | Palmetto Pro Open 2009 Sumter, USA Cemento $10 000 Singolare - Doppio                                                                  |            |           |               |                  |
| 25 maggio | |            |           |               |                  |
| 25 maggio | Olecko Cup 2009 Olecko, Polonia Terra rossa $10 000 Singolare - Doppio                                                                 |            |           |               |                  |
| 25 maggio | |            |           |               |                  |
| 25 maggio | Sapronov-tennis Kharkiv Ladies Cup 2 2009 Charkiv, Ucraina Terra rossa $10 000 Singolare - Doppio                                      |            |           |               |                  |
| 25 maggio | |            |           |               |                  |
| 25 maggio | USTA LA Tennis Open 2009 Carson, USA Cemento $50 000 Singolare - Doppio                                                                |            |           |               |                  |
| 25 maggio | |            |           |               |                  |
| 25 maggio | Torneo Internazionale Femminile Città di Grado 2009 Grado, Italia Terra rossa $25 000 Singolare - Doppio                               |            |           |               |                  |
| 25 maggio | |            |           |               |                  |
| 25 maggio | ITF NH NongHyup Goyang Women's Challenger Tennis 2009 Goyang, Corea del Sud Cemento $25 000 Singolare - Doppio                         |            |           |               |                  |
| 25 maggio | |            |           |               |                  |
| 25 maggio | ITF Women's Circuit Gunma 2009 Gunma, Giappone Sintetico $25 000 Singolare - Doppio                                                    |            |           |               |                  |
| 25 maggio | |            |           |               |                  |

## Giugno
| Settimana | Torneo | Vincitrice | Finalista | Semifinaliste | Quarti di finale |
| --------- | --- | ---------- | --------- | ------------- | ---------------- |
| 1º giugno | ITF Gimhae Women's Challeneger Tennis 2009 Gimhae, Corea del Sud Cemento $25 000 Singolare - Doppio                                                         |            |           |               |                  |
| 1º giugno | ITF Gimhae Women's Challeneger Tennis 2009 Gimhae, Corea del Sud Cemento $25 000 Singolare - Doppio                                                         |            |           |               |                  |
| 1º giugno | Nottingham Trophy 2009 Nottingham, Gran Bretagna Erba $50 000 Singolare - Doppio                                                                            |            |           |               |                  |
| 1º giugno | |            |           |               |                  |
| 1º giugno | Torneo Internazionale Femminile Città Di Galatina 2009 Galatina, Italia Terra rossa $25 000 Singolare - Doppio                                              |            |           |               |                  |
| 1º giugno | |            |           |               |                  |
| 1º giugno | Bukhara Womens 2009 Bukhara, Uzbekistan Cemento $25 000 Singolare - Doppio                                                                                  |            |           |               |                  |
| 1º giugno | |            |           |               |                  |
| 1º giugno | Komoro Open 2009 Komoro, Giappone Terra rossa $25 000 Singolare - Doppio                                                                                    |            |           |               |                  |
| 1º giugno | |            |           |               |                  |
| 1º giugno | Head Tail Activewear Women's 2009 Hilton Head Island, USA Cemento $10 000 Singolare - Doppio                                                                |            |           |               |                  |
| 1º giugno | |            |           |               |                  |
| 1º giugno | Amarante Ladies Open 2009 Amarante, Portogallo Cemento $10 000 Singolare - Doppio                                                                           |            |           |               |                  |
| 1º giugno | |            |           |               |                  |
| 1º giugno | ITF Women's Circuit New Delhi 2009 Nuova Delhi, India Cemento $10 000 Singolare - Doppio                                                                    |            |           |               |                  |
| 1º giugno | |            |           |               |                  |
| 1º giugno | Sarajevo Ladies Open 2009 Sarajevo, Bosnia ed Erzegovina Terra rossa $25 000 Singolare - Doppio                                                             |            |           |               |                  |
| 1º giugno | |            |           |               |                  |
| 1º giugno | Vanessa Phillips Women's Tournament 2009 Tel Aviv, Israele Cemento $10 000 Singolare - Doppio                                                               |            |           |               |                  |
| 1º giugno | |            |           |               |                  |
| 1º giugno | RC Sport Trophy 2009 Brno, Repubblica Ceca Terra rossa $25 000 Singolare - Doppio                                                                           |            |           |               |                  |
| 1º giugno | |            |           |               |                  |
| 1º giugno | ITF Women's Circuit Managua 2009 Managua, Nicaragua Cemento $10 000 Singolare - Doppio                                                                      |            |           |               |                  |
| 1º giugno | |            |           |               |                  |
| 1º giugno | ITF Women's Circuit Villa Del Dique 2009 Villa del Dique, Argentina Terra rossa $10 000 Singolare - Doppio                                                  |            |           |               |                  |
| 1º giugno | |            |           |               |                  |
| 1º giugno | GDF SUEZ Trofeul Ilie Nastase 2009 Bucarest, Romania Terra rossa $10 000 Singolare - Doppio                                                                 |            |           |               |                  |
| 1º giugno | |            |           |               |                  |
| 8 giugno  | ITF Women's Circuit Santa Fe 2009 Santa Fe, Argentina Terra rossa $10 000 Singolare - Doppio                                                                |            |           |               |                  |
| 8 giugno  | ITF Women's Circuit Santa Fe 2009 Santa Fe, Argentina Terra rossa $10 000 Singolare - Doppio                                                                |            |           |               |                  |
| 8 giugno  | Pekao Open 2009 Stettino, Polonia Terra rossa $25 000 Singolare - Doppio                                                                                    |            |           |               |                  |
| 8 giugno  | |            |           |               |                  |
| 8 giugno  | Open GDF SUEZ de Marseille 2009 Marsiglia, Francia Terra rossa $100 000+H Singolare - Doppio                                                                |            |           |               |                  |
| 8 giugno  | |            |           |               |                  |
| 8 giugno  | Smart Card Open Monet+ 2009 Zlín, Repubblica Ceca Terra rossa $50 000+H Singolare - Doppio                                                                  |            |           |               |                  |
| 8 giugno  | |            |           |               |                  |
| 8 giugno  | Hunt Communities USTA Women's Pro Tennis Classic El Paso 2009 El Paso, USA Cemento $25 000 Singolare - Doppio                                               |            |           |               |                  |
| 8 giugno  | |            |           |               |                  |
| 8 giugno  | Internazionali Regione Molise 2009 Campobasso, Italia Terra rossa $25 000 Singolare - Doppio                                                                |            |           |               |                  |
| 8 giugno  | |            |           |               |                  |
| 8 giugno  | Karshi Womens 2009 Karshi, Uzbekistan Cemento $25 000 Singolare - Doppio                                                                                    |            |           |               |                  |
| 8 giugno  | |            |           |               |                  |
| 8 giugno  | Anatalis Cup 2009 Budapest, Ungheria Terra rossa $10 000 Singolare - Doppio                                                                                 |            |           |               |                  |
| 8 giugno  | |            |           |               |                  |
| 8 giugno  | Montemor Ladies Open 2009 Montemor-o-Novo, Portogallo Cemento $10 000 Singolare - Doppio                                                                    |            |           |               |                  |
| 8 giugno  | |            |           |               |                  |
| 8 giugno  | GDF SUEZ Trofeul Ilie Nastase 2009 Bucarest, Romania Terra rossa $10 000 Singolare - Doppio                                                                 |            |           |               |                  |
| 8 giugno  | |            |           |               |                  |
| 8 giugno  | Coldec Open 2009 Apeldoorn, Paesi Bassi Terra rossa $10 000 Singolare - Doppio                                                                              |            |           |               |                  |
| 8 giugno  | |            |           |               |                  |
| 8 giugno  | Tokyo Ariake International Ladies Open 2009 Tokyo, Giappone Cemento $10 000 Singolare - Doppio                                                              |            |           |               |                  |
| 8 giugno  | |            |           |               |                  |
| 8 giugno  | ITF Women's Circuit Bangkok 2009 Bangkok, Thailandia Cemento $10 000 Singolare - Doppio                                                                     |            |           |               |                  |
| 8 giugno  | |            |           |               |                  |
| 15 giugno | Open GDF SUEZ de Montpellier Agglomération Hérault 2009 Montpellier, Francia Terra rossa $25 000 Singolare - Doppio                                         |            |           |               |                  |
| 15 giugno | Open GDF SUEZ de Montpellier Agglomération Hérault 2009 Montpellier, Francia Terra rossa $25 000 Singolare - Doppio                                         |            |           |               |                  |
| 15 giugno | Padova Challenge Open 2009 Padova, Italia Terra rossa $25 000 Singolare - Doppio                                                                            |            |           |               |                  |
| 15 giugno | |            |           |               |                  |
| 15 giugno | ITF Women's Circuit Brownsville 2009 Brownsville, USA Cemento $10 000 Singolare - Doppio                                                                    |            |           |               |                  |
| 15 giugno | |            |           |               |                  |
| 15 giugno | Lenzerheide Open 2009 Lenzerheide, Svizzera Terra rossa $10 000 Singolare - Doppio                                                                          |            |           |               |                  |
| 15 giugno | |            |           |               |                  |
| 15 giugno | Thon Hotel Gausdal Future 2009 Gausdal, Norvegia Cemento $10 000 Singolare - Doppio                                                                         |            |           |               |                  |
| 15 giugno | |            |           |               |                  |
| 15 giugno | ITF Women's Circuit Melilla 2009 Melilla, Spagna Cemento $10 000 Singolare - Doppio                                                                         |            |           |               |                  |
| 15 giugno | |            |           |               |                  |
| 15 giugno | Future Alkmaar 2009 Alkmaar, Paesi Bassi Terra rossa $10 000 Singolare - Doppio                                                                             |            |           |               |                  |
| 15 giugno | |            |           |               |                  |
| 15 giugno | Torneio Internacional de Ténis Cidade de Alcobaça 2009 Alcobaça, Portogallo Cemento $10 000 Singolare - Doppio                                              |            |           |               |                  |
| 15 giugno | |            |           |               |                  |
| 15 giugno | Anadolu Sigorta Cup 2009 Istanbul, Turchia Cemento $10 000 Singolare - Doppio                                                                               |            |           |               |                  |
| 15 giugno | |            |           |               |                  |
| 15 giugno | ITF Women's Circuit Pattaya 2009 Pattaya, Thailandia Cemento $10 000 Singolare - Doppio                                                                     |            |           |               |                  |
| 15 giugno | |            |           |               |                  |
| 15 giugno | ITF Women's Circuit Belem 2009 Belém, Brasile Cemento $25 000 Singolare - Doppio                                                                            |            |           |               |                  |
| 15 giugno | |            |           |               |                  |
| 22 giugno | Rolls Royce Women's Cup Kristinehamn 2009 Kristinehamn, Svezia Terra rossa $25 000 Singolare - Doppio                                                       |            |           |               |                  |
| 22 giugno | Rolls Royce Women's Cup Kristinehamn 2009 Kristinehamn, Svezia Terra rossa $25 000 Singolare - Doppio                                                       |            |           |               |                  |
| 22 giugno | WOW Tennis Challenger 2009 Waterloo, Canada Terra rossa $25 000 Singolare - Doppio                                                                          |            |           |               |                  |
| 22 giugno | |            |           |               |                  |
| 22 giugno | ITF Gimcheon Women's Challenger Tennis 2009 Gimcheon, Corea del Sud Cemento $10 000 Singolare - Doppio                                                      |            |           |               |                  |
| 22 giugno | |            |           |               |                  |
| 22 giugno | Open GDF SUEZ du Périgord 2009 Périgueux, Francia Terra rossa $25 000 Singolare - Doppio                                                                    |            |           |               |                  |
| 22 giugno | |            |           |               |                  |
| 22 giugno | Internacional de Getxo 2009 Getxo, Spagna Terra rossa $25 000 Singolare - Doppio                                                                            |            |           |               |                  |
| 22 giugno | |            |           |               |                  |
| 22 giugno | Qianshan Open 2009 Qianshan, Cina Cemento $10 000 Singolare - Doppio                                                                                        |            |           |               |                  |
| 22 giugno | |            |           |               |                  |
| 22 giugno | ITF Women's Circuit Wichita 2009 Wichita, USA Cemento $10 000 Singolare - Doppio                                                                            |            |           |               |                  |
| 22 giugno | |            |           |               |                  |
| 22 giugno | Women's Circuit Davos 2009 Davos, Svizzera Terra rossa $10 000 Singolare - Doppio                                                                           |            |           |               |                  |
| 22 giugno | |            |           |               |                  |
| 22 giugno | Thon Hotel Gausdal Future 2009 Gausdal, Norvegia Cemento $10 000 Singolare - Doppio                                                                         |            |           |               |                  |
| 22 giugno | |            |           |               |                  |
| 22 giugno | Torneo Orange Club 2009 Torino, Italia Terra rossa $10 000 Singolare - Doppio                                                                               |            |           |               |                  |
| 22 giugno | |            |           |               |                  |
| 22 giugno | Rotterdam Open 2009 Rotterdam, Paesi Bassi Terra rossa $10 000 Singolare - Doppio                                                                           |            |           |               |                  |
| 22 giugno | |            |           |               |                  |
| 22 giugno | ITF Women's Circuit Bangkok 2009 Bangkok, Thailandia Cemento $10 000 Singolare - Doppio                                                                     |            |           |               |                  |
| 22 giugno | |            |           |               |                  |
| 29 giugno | International Country Cuneo 2009 Cuneo, Italia Terra rossa $100 000 Singolare - Doppio                                                                      |            |           |               |                  |
| 29 giugno | International Country Cuneo 2009 Cuneo, Italia Terra rossa $100 000 Singolare - Doppio                                                                      |            |           |               |                  |
| 29 giugno | Open Diputación Ciudad de Pozoblanco 2009 Pozoblanco, Spagna Cemento $50 000 Singolare - Doppio                                                             |            |           |               |                  |
| 29 giugno | |            |           |               |                  |
| 29 giugno | Sportsmen's Tennis Club USTA Pro Circuit Challenger 2009 Boston, USA Cemento $50 000 Singolare - Doppio                                                     |            |           |               |                  |
| 29 giugno | |            |           |               |                  |
| 29 giugno | Bella Cup 2009 Toruń, Polonia Terra rossa $25 000 Singolare - Doppio                                                                                        |            |           |               |                  |
| 29 giugno | |            |           |               |                  |
| 29 giugno | Open GDF Suez de Mont de Marsan 2009 Mont-de-Marsan, Francia Terra rossa $25 000 Singolare - Doppio                                                         |            |           |               |                  |
| 29 giugno | |            |           |               |                  |
| 29 giugno | Internationaler Württembergische Damen-Tennis-Meisterschaften um den Stuttgarter Stadtpokal 2009 Stoccarda, Germania Terra rossa $25 000 Singolare - Doppio |            |           |               |                  |
| 29 giugno | |            |           |               |                  |
| 29 giugno | ITF Women's Circuit Prokuplje 2009 Prokuplje, Serbia Terra rossa $10 000 Singolare - Doppio                                                                 |            |           |               |                  |
| 29 giugno | |            |           |               |                  |
| 29 giugno | Women's International Tournament Canottieri Bissolati Cremona 2009 Cremona, Italia Terra rossa $10 000 Singolare - Doppio                                   |            |           |               |                  |
| 29 giugno | |            |           |               |                  |
| 29 giugno | ITF Women's Circuit Xiamen 2009 Xiamen, Cina Cemento $25 000 Singolare - Doppio                                                                             |            |           |               |                  |
| 29 giugno | |            |           |               |                  |
| 29 giugno | ITF Gimcheon Women's Challenger Tennis 2009 Gimcheon, Corea del Sud Cemento $10 000 Singolare - Doppio                                                      |            |           |               |                  |
| 29 giugno | |            |           |               |                  |
| 29 giugno | Swedish Ladies Ystad 2009 Ystad, Svezia Terra rossa $25 000 Singolare - Doppio                                                                              |            |           |               |                  |
| 29 giugno | |            |           |               |                  |

## Luglio
| Settimana | Torneo | Vincitrice | Finalista | Semifinaliste | Quarti di finale |
| --------- | --- | ---------- | --------- | ------------- | ---------------- |
| 6 luglio  | Open GDF SUEZ de Biarritz 2009 Biarritz, Francia Terra rossa $100 000 Singolare - Doppio                                                              |            |           |               |                  |
| 6 luglio  | Open GDF SUEZ de Biarritz 2009 Biarritz, Francia Terra rossa $100 000 Singolare - Doppio                                                              |            |           |               |                  |
| 6 luglio  | Zagreb Ladies Open 2009 Zagabria, Croazia Terra rossa $75 000+H Singolare - Doppio                                                                    |            |           |               |                  |
| 6 luglio  | |            |           |               |                  |
| 6 luglio  | Grapevine Women's Tennis Classic 2009 Grapevine, USA Cemento $50 000 Singolare - Doppio                                                               |            |           |               |                  |
| 6 luglio  | |            |           |               |                  |
| 6 luglio  | Torneo International de Tenis Ciudad de La Coruña 2009 La Coruña, Spagna Cemento $25 000 Singolare - Doppio                                           |            |           |               |                  |
| 6 luglio  | |            |           |               |                  |
| 6 luglio  | AEGON Pro Series Felixstowe 2009 Felixstowe, Gran Bretagna Erba $10 000 Singolare - Doppio                                                            |            |           |               |                  |
| 6 luglio  | |            |           |               |                  |
| 6 luglio  | Iris Ladies Trophy 2009 Bruxelles, Belgio Terra rossa $10 000 Singolare - Doppio                                                                      |            |           |               |                  |
| 6 luglio  | |            |           |               |                  |
| 6 luglio  | Internazionali di Imola 2009 Imola, Italia Sintetico $10 000 Singolare - Doppio                                                                       |            |           |               |                  |
| 6 luglio  | |            |           |               |                  |
| 6 luglio  | Showanomori Open Tennis Tournaments 2009 Tokyo, Giappone Sintetico $10 000 Singolare - Doppio                                                         |            |           |               |                  |
| 6 luglio  | |            |           |               |                  |
| 6 luglio  | Cemil Alevli Cup 2009 Gaziantep, Turchia Cemento $10 000 Singolare - Doppio                                                                           |            |           |               |                  |
| 6 luglio  | |            |           |               |                  |
| 6 luglio  | ITF Women's Circuit Prokuplje 2009 Prokuplje, Serbia Terra rossa $10 000 Singolare - Doppio                                                           |            |           |               |                  |
| 6 luglio  | |            |           |               |                  |
| 6 luglio  | ITF Men's Circuit Shenzhen 2009 Shenzhen, Cina Cemento $10 000 Singolare - Doppio                                                                     |            |           |               |                  |
| 6 luglio  | |            |           |               |                  |
| 6 luglio  | ITF Women's Circuit Sunchang 2009 Sunchang, Corea del Sud Cemento $10 000 Singolare - Doppio                                                          |            |           |               |                  |
| 6 luglio  | |            |           |               |                  |
| 13 luglio | ITF Women's Circuit Casablanca 2009 Casablanca, Marocco Terra rossa $10 000 Singolare - Doppio                                                        |            |           |               |                  |
| 13 luglio | ITF Women's Circuit Casablanca 2009 Casablanca, Marocco Terra rossa $10 000 Singolare - Doppio                                                        |            |           |               |                  |
| 13 luglio | SMA Cup Sant'Elia 2009 Roma-Tevere Remo, Italia Terra rossa $25 000 Singolare - Doppio                                                                |            |           |               |                  |
| 13 luglio | |            |           |               |                  |
| 13 luglio | Zwevegem Ladies Open 2009 Zwevegem, Belgio Terra rossa $25 000 Singolare - Doppio                                                                     |            |           |               |                  |
| 13 luglio | |            |           |               |                  |
| 13 luglio | Miyazaki International Women's Challenger Tennis 2009 Miyazaki, Giappone Sintetico $10 000 Singolare - Doppio                                         |            |           |               |                  |
| 13 luglio | |            |           |               |                  |
| 13 luglio | Norman Wilkerson Memorial Tournament 2009 Atlanta, USA Cemento $10 000 Singolare - Doppio                                                             |            |           |               |                  |
| 13 luglio | |            |           |               |                  |
| 13 luglio | ITF Women's Circuit Bogotá 2009 Bogotà, Colombia Terra rossa $25 000 Singolare - Doppio                                                               |            |           |               |                  |
| 13 luglio | |            |           |               |                  |
| 13 luglio | Open 88 Contrexéville 2009 Contrexéville, Francia Terra rossa $50 000 Singolare - Doppio                                                              |            |           |               |                  |
| 13 luglio | |            |           |               |                  |
| 13 luglio | Darmstadt Tennis International 2009 Darmstadt, Germania Terra rossa $25 000 Singolare - Doppio                                                        |            |           |               |                  |
| 13 luglio | |            |           |               |                  |
| 13 luglio | Rasch Cup 2009 Buča, Ucraina Terra rossa $25 000 Singolare - Doppio                                                                                   |            |           |               |                  |
| 13 luglio | |            |           |               |                  |
| 13 luglio | ITF Women's Circuit Izmir 2009 Smirne, Turchia Cemento $10 000 Singolare - Doppio                                                                     |            |           |               |                  |
| 13 luglio | |            |           |               |                  |
| 13 luglio | Torneo Internacional Extremadura 2009 (ITF Women's Circuit Caceres) Cáceres, Spagna Cemento $10 000 Singolare - Doppio                                |            |           |               |                  |
| 13 luglio | |            |           |               |                  |
| 13 luglio | AEGON Pro Series Frinton 2009 Frinton-on-Sea, Gran Bretagna Erba $10 000 Singolare - Doppio                                                           |            |           |               |                  |
| 13 luglio | |            |           |               |                  |
| 20 luglio | Open GDF SUEZ des Contamines-Montjoie 2009 Les Contamines, Francia Cemento $25 000 Singolare - Doppio                                                 |            |           |               |                  |
| 20 luglio | Open GDF SUEZ des Contamines-Montjoie 2009 Les Contamines, Francia Cemento $25 000 Singolare - Doppio                                                 |            |           |               |                  |
| 20 luglio | Sapronov-tennis Kharkiv Ladies Cup 2009 Charkiv, Ucraina Terra rossa $25 000 Singolare - Doppio                                                       |            |           |               |                  |
| 20 luglio | |            |           |               |                  |
| 20 luglio | Ciudad de Valladolid 2009 Valladolid, Spagna Cemento $25 000 Singolare - Doppio                                                                       |            |           |               |                  |
| 20 luglio | |            |           |               |                  |
| 20 luglio | BMW AHG Cup 2009 Horb am Neckar, Germania Terra rossa $10 000 Singolare - Doppio                                                                      |            |           |               |                  |
| 20 luglio | |            |           |               |                  |
| 20 luglio | Cupa TCB 2009 Bucarest, Romania Terra rossa $10 000 Singolare - Doppio                                                                                |            |           |               |                  |
| 20 luglio | |            |           |               |                  |
| 20 luglio | Yesilyurt Sport Club 2009 Istanbul, Turchia Cemento $10 000 Singolare - Doppio                                                                        |            |           |               |                  |
| 20 luglio | |            |           |               |                  |
| 20 luglio | JHOPEN 2009 Piešťany, Slovacchia Terra rossa $10 000 Singolare - Doppio                                                                               |            |           |               |                  |
| 20 luglio | |            |           |               |                  |
| 20 luglio | ITF Roller Open 2009 Pétange, Lussemburgo Terra rossa $75 000 Singolare - Doppio                                                                      |            |           |               |                  |
| 20 luglio | |            |           |               |                  |
| 20 luglio | Fifth Third Bank Tennis Championships 2009 Lexington, USA Cemento $50 000 Singolare - Doppio                                                          |            |           |               |                  |
| 20 luglio | |            |           |               |                  |
| 20 luglio | Women's Hospital Classic 2009 Evansville, USA Cemento $10 000 Singolare - Doppio                                                                      |            |           |               |                  |
| 20 luglio | |            |           |               |                  |
| 20 luglio | ITF Women's Circuit Casablanca 2009 Casablanca, Marocco Terra rossa $10 000 Singolare - Doppio                                                        |            |           |               |                  |
| 20 luglio | |            |           |               |                  |
| 27 luglio | ITF Women's Circuit Rabat 2009 Rabat, Marocco Terra rossa $10 000 Singolare - Doppio                                                                  |            |           |               |                  |
| 27 luglio | ITF Women's Circuit Rabat 2009 Rabat, Marocco Terra rossa $10 000 Singolare - Doppio                                                                  |            |           |               |                  |
| 27 luglio | Heartland Clinic USTA Women's Tennis Classic 2009 St. Joseph, USA Cemento $10 000 Singolare - Doppio                                                  |            |           |               |                  |
| 27 luglio | |            |           |               |                  |
| 27 luglio | MasterCard Tennis Cup 2009 Campos do Jordão, Brasile Cemento $25 000 Singolare - Doppio                                                               |            |           |               |                  |
| 27 luglio | |            |           |               |                  |
| 27 luglio | ITF Women's Circuit Palic 2009 Palić, Serbia Terra rossa $10 000 Singolare - Doppio                                                                   |            |           |               |                  |
| 27 luglio | |            |           |               |                  |
| 27 luglio | Cidade de Vigo 2009 Vigo, Spagna Cemento $25 000 Singolare - Doppio                                                                                   |            |           |               |                  |
| 27 luglio | |            |           |               |                  |
| 27 luglio | Knoll Open 2009 Bad Saulgau, Germania Terra rossa $25 000 Singolare - Doppio                                                                          |            |           |               |                  |
| 27 luglio | |            |           |               |                  |
| 27 luglio | ITF Women's Circuit Bree 2009 Bree, Belgio Terra rossa $10 000 Singolare - Doppio                                                                     |            |           |               |                  |
| 27 luglio | |            |           |               |                  |
| 27 luglio | Trofeul GDF SUEZ Onesti 2009 Onești, Romania Terra rossa $10 000 Singolare - Doppio                                                                   |            |           |               |                  |
| 27 luglio | |            |           |               |                  |
| 27 luglio | Tampere Open 2009 Tampere, Finlandia Terra rossa $10 000 Singolare - Doppio                                                                           |            |           |               |                  |
| 27 luglio | |            |           |               |                  |
| 27 luglio | Garuda Indonesia Championships Jakarta 2009 Giacarta, Indonesia Cemento $10 000 Singolare - Doppio                                                    |            |           |               |                  |
| 27 luglio | |            |           |               |                  |
| 27 luglio | Tennis Park Gorky 2009 Almaty, Kazakistan Cemento $25 000 Singolare - Doppio                                                                          |            |           |               |                  |
| 27 luglio | |            |           |               |                  |
| 27 luglio | Obihiro-Tokachi Open 2009 Obihiro-Tokachi, Giappone Sintetico $25 000 Singolare - Doppio                                                              |            |           |               |                  |
| 27 luglio | |            |           |               |                  |
| 27 luglio | Trofeo Città di Gardone Val Trompia 2009 (ITF Women's Circuit Gardone Val Trompia) Gardone Val Trompia, Italia Terra rossa $10 000 Singolare - Doppio |            |           |               |                  |
| 27 luglio | |            |           |               |                  |

## Agosto
| Settimana | Torneo | Vincitrice | Finalista | Semifinaliste | Quarti di finale |
| --------- | --- | ---------- | --------- | ------------- | ---------------- |
| 3 agosto  | Moscow Open 2009 Mosca, Russia Terra rossa $25 000 Singolare - Doppio                                                       |            |           |               |                  |
| 3 agosto  | Moscow Open 2009 Mosca, Russia Terra rossa $25 000 Singolare - Doppio                                                       |            |           |               |                  |
| 3 agosto  | Hechingen Ladies Open 2009 Hechingen, Germania Terra rossa $25 000 Singolare - Doppio                                       |            |           |               |                  |
| 3 agosto  | |            |           |               |                  |
| 3 agosto  | Monteroni International 2009 Monteroni d'Arbia, Italia Terra rossa $25 000 Singolare - Doppio                               |            |           |               |                  |
| 3 agosto  | |            |           |               |                  |
| 3 agosto  | Savitaipale Ladies Open 2009 Savitaipale, Finlandia Terra rossa $10 000 Singolare - Doppio                                  |            |           |               |                  |
| 3 agosto  | |            |           |               |                  |
| 3 agosto  | Memorial Marka Wlodarczyka 2009 Iława, Polonia Terra rossa $10 000 Singolare - Doppio                                       |            |           |               |                  |
| 3 agosto  | |            |           |               |                  |
| 3 agosto  | ITF Ladies Future Vienna 2009 Vienna, Austria Terra rossa $10 000 Singolare - Doppio                                        |            |           |               |                  |
| 3 agosto  | |            |           |               |                  |
| 3 agosto  | Rebecq Ladiez Trophy 2009 Rebecq, Belgio Terra rossa $10 000 Singolare - Doppio                                             |            |           |               |                  |
| 3 agosto  | |            |           |               |                  |
| 3 agosto  | Trofeul Ilie Nastase 2009 Arad, Romania Terra rossa $10 000 Singolare - Doppio                                              |            |           |               |                  |
| 3 agosto  | |            |           |               |                  |
| 3 agosto  | Odlum Brown Vancouver Open 2009 Vancouver, Canada Cemento $75 000 Singolare - Doppio                                        |            |           |               |                  |
| 3 agosto  | |            |           |               |                  |
| 3 agosto  | Astana Womens 2009 Astana, Kazakistan Cemento $50 000 Singolare - Doppio                                                    |            |           |               |                  |
| 3 agosto  | |            |           |               |                  |
| 3 agosto  | ITF Women's Circuit New Delhi 2009 Nuova Delhi, India Cemento $10 000 Singolare - Doppio                                    |            |           |               |                  |
| 3 agosto  | |            |           |               |                  |
| 3 agosto  | Meiwasunpia Open Niigata ITF Women's Tennis Circuit 2009 Niigata, Giappone Sintetico $10 000 Singolare - Doppio             |            |           |               |                  |
| 3 agosto  | |            |           |               |                  |
| 3 agosto  | ITF Women's Circuit Solo 2009 Solo, Indonesia Cemento $10 000 Singolare - Doppio                                            |            |           |               |                  |
| 3 agosto  | |            |           |               |                  |
| 10 agosto | Blossom Cup 2009 Quanzhou, Cina Cemento $25 000 Singolare - Doppio                                                          |            |           |               |                  |
| 10 agosto | Blossom Cup 2009 Quanzhou, Cina Cemento $25 000 Singolare - Doppio                                                          |            |           |               |                  |
| 10 agosto | ITF Women's Circuit La Marsa 2009 La Marsa, Tunisia Terra rossa $10 000 Singolare - Doppio                                  |            |           |               |                  |
| 10 agosto | |            |           |               |                  |
| 10 agosto | Asociacion Argentina de Tenis Women Circuit 2009 Buenos Aires, Argentina Terra rossa $10 000 Singolare - Doppio             |            |           |               |                  |
| 10 agosto | |            |           |               |                  |
| 10 agosto | ITF Women's Circuit New Delhi 2009 Nuova Delhi, India Cemento $10 000 Singolare - Doppio                                    |            |           |               |                  |
| 10 agosto | |            |           |               |                  |
| 10 agosto | Flanders Ladies Trophy Koksijde 2009 Koksijde, Belgio Terra rossa $25 000 Singolare - Doppio                                |            |           |               |                  |
| 10 agosto | |            |           |               |                  |
| 10 agosto | Empire Trnava Cup 2009 Trnava, Slovacchia Terra rossa $25 000 Singolare - Doppio                                            |            |           |               |                  |
| 10 agosto | |            |           |               |                  |
| 10 agosto | Multisport Cup 2009 Mosca, Russia Terra rossa $25 000 Singolare - Doppio                                                    |            |           |               |                  |
| 10 agosto | |            |           |               |                  |
| 10 agosto | Pesaro Open 2009 Pesaro, Italia Terra rossa $10 000 Singolare - Doppio                                                      |            |           |               |                  |
| 10 agosto | |            |           |               |                  |
| 10 agosto | Reinert Open 2009 Versmold, Germania Terra rossa $10 000 Singolare - Doppio                                                 |            |           |               |                  |
| 10 agosto | |            |           |               |                  |
| 10 agosto | Innsbruck Open 2009 Innsbruck, Austria Terra rossa $10 000 Singolare - Doppio                                               |            |           |               |                  |
| 10 agosto | |            |           |               |                  |
| 10 agosto | Seb Tallink Open 2009 Tallinn, Estonia Cemento $10 000 Singolare - Doppio                                                   |            |           |               |                  |
| 10 agosto | |            |           |               |                  |
| 17 agosto | Westend Ladies Tennis Cup 2009 Westende, Belgio Cemento $25 000 Singolare - Doppio                                          |            |           |               |                  |
| 17 agosto | Westend Ladies Tennis Cup 2009 Westende, Belgio Cemento $25 000 Singolare - Doppio                                          |            |           |               |                  |
| 17 agosto | ITS Cup 2009 Olomouc, Repubblica Ceca Terra rossa $10 000 Singolare - Doppio                                                |            |           |               |                  |
| 17 agosto | |            |           |               |                  |
| 17 agosto | Vinkovci Open 2009 Vinkovci, Croazia Terra rossa $10 000 Singolare - Doppio                                                 |            |           |               |                  |
| 17 agosto | |            |           |               |                  |
| 17 agosto | Internationale Tennismeisterschaften von Schleswig-Holstein 2009 Wahlstedt, Germania Terra rossa $10 000 Singolare - Doppio |            |           |               |                  |
| 17 agosto | |            |           |               |                  |
| 17 agosto | Trofeo Torrisi Crea 2009 Trecastagni, Italia Cemento $10 000 Singolare - Doppio                                             |            |           |               |                  |
| 17 agosto | |            |           |               |                  |
| 17 agosto | Chang ITF Thailand Pro Circuit Nonthaburi 2009 Nonthaburi, Thailandia Cemento $10 000 Singolare - Doppio                    |            |           |               |                  |
| 17 agosto | |            |           |               |                  |
| 17 agosto | ITF Women's Circuit Pingguo 2009 Pingguo, Cina Cemento $25 000 Singolare - Doppio                                           |            |           |               |                  |
| 17 agosto | |            |           |               |                  |
| 24 agosto | The Green Women's Circuit 2009 Saitama, Giappone Cemento $10 000 Singolare - Doppio                                         |            |           |               |                  |
| 24 agosto | The Green Women's Circuit 2009 Saitama, Giappone Cemento $10 000 Singolare - Doppio                                         |            |           |               |                  |
| 24 agosto | Qianshan Open 2009 Qianshan, Cina Cemento $10 000 Singolare - Doppio                                                        |            |           |               |                  |
| 24 agosto | |            |           |               |                  |
| 24 agosto | Chang ITF Thailand Pro Circuit Nonthaburi 2 2009 Nonthaburi, Thailandia Cemento $10 000 Singolare - Doppio                  |            |           |               |                  |
| 24 agosto | |            |           |               |                  |
| 24 agosto | Emblem Health Bronx Open 2009 Bronx, USA Cemento $100 000+H Singolare - Doppio                                              |            |           |               |                  |
| 24 agosto | |            |           |               |                  |
| 24 agosto | Torneio Internacional de Tênis Cidade de Barueri 2009 Barueri, Brasile Cemento $10 000 Singolare - Doppio                   |            |           |               |                  |
| 24 agosto | |            |           |               |                  |
| 24 agosto | Arezzo Open 2009 Arezzo, Italia Terra rossa $10 000 Singolare - Doppio                                                      |            |           |               |                  |
| 24 agosto | |            |           |               |                  |
| 24 agosto | Velenje Open 2009 Velenje, Slovenia Terra rossa $10 000 Singolare - Doppio                                                  |            |           |               |                  |
| 24 agosto | |            |           |               |                  |
| 24 agosto | ITF Women's Circuit Prague-Neride 2009 Praga-Neride, Repubblica Ceca Terra rossa $10 000 Singolare - Doppio                 |            |           |               |                  |
| 24 agosto | |            |           |               |                  |
| 24 agosto | Braunschweig Women's Open 2009 Braunschweig, Germania Terra rossa $10 000 Singolare - Doppio                                |            |           |               |                  |
| 24 agosto | |            |           |               |                  |
| 24 agosto | KELAG Ladies Open 2009 Pörtschach am Wörther See, Austria Terra rossa $10 000 Singolare - Doppio                            |            |           |               |                  |
| 24 agosto | |            |           |               |                  |
| 24 agosto | Twents Open 2009 Enschede, Paesi Bassi Terra rossa $10 000 Singolare - Doppio                                               |            |           |               |                  |
| 24 agosto | |            |           |               |                  |
| 31 agosto | Katowice Open 2009 Katowice, Polonia Terra rossa $25 000 Singolare - Doppio                                                 |            |           |               |                  |
| 31 agosto | Katowice Open 2009 Katowice, Polonia Terra rossa $25 000 Singolare - Doppio                                                 |            |           |               |                  |
| 31 agosto | AEGON Pro Series Cumberland 2009 Cumberland, Gran Bretagna Cemento $10 000 Singolare - Doppio                               |            |           |               |                  |
| 31 agosto | |            |           |               |                  |
| 31 agosto | ITF Women's Circuit Bassano Del Grappa 2009 Bassano del Grappa, Italia Terra rossa $10 000 Singolare - Doppio               |            |           |               |                  |
| 31 agosto | |            |           |               |                  |
| 31 agosto | Trofeu Ciutat De Mollerussa 2009 Mollerusa, Spagna Cemento $10 000 Singolare - Doppio                                       |            |           |               |                  |
| 31 agosto | |            |           |               |                  |
| 31 agosto | Brcko Ladies Open 2009 Brčko, Bosnia ed Erzegovina Terra rossa $10 000 Singolare - Doppio                                   |            |           |               |                  |
| 31 agosto | |            |           |               |                  |
| 31 agosto | Almere Open 2009 Almere, Paesi Bassi Terra rossa $10 000 Singolare - Doppio                                                 |            |           |               |                  |
| 31 agosto | |            |           |               |                  |
| 31 agosto | Torneo Club Campestre de Celaya 2009 Celaya, Messico Terra rossa $10 000 Singolare - Doppio                                 |            |           |               |                  |
| 31 agosto | |            |           |               |                  |
| 31 agosto | Infond Open 2009 Maribor, Slovenia Terra rossa $25 000 Singolare - Doppio                                                   |            |           |               |                  |
| 31 agosto | |            |           |               |                  |
| 31 agosto | Chang ITF Thailand Pro Circuit Nonthaburi 3 2009 Nonthaburi, Thailandia Cemento $10 000 Singolare - Doppio                  |            |           |               |                  |
| 31 agosto | |            |           |               |                  |
| 31 agosto | Sekisho Challenge Open 2009 Tsukuba, Giappone Cemento $25 000 Singolare - Doppio                                            |            |           |               |                  |
| 31 agosto | |            |           |               |                  |

## Settembre
| Settimana    | Torneo | Vincitrice | Finalista | Semifinaliste | Quarti di finale |
| ------------ | --- | ---------- | --------- | ------------- | ---------------- |
| 7 settembre  | TEAN International 2009 Alphen aan den Rijn, Paesi Bassi Terra rossa $25 000 Singolare - Doppio                                 |            |           |               |                  |
| 7 settembre  | TEAN International 2009 Alphen aan den Rijn, Paesi Bassi Terra rossa $25 000 Singolare - Doppio                                 |            |           |               |                  |
| 7 settembre  | Bobo Zander Open Ruse 2009 Ruse, Bulgaria Terra rossa $10 000 Singolare - Doppio                                                |            |           |               |                  |
| 7 settembre  | |            |           |               |                  |
| 7 settembre  | ITF Women's Circuit Budapest-Idom 2009 Budapest-Idom, Ungheria Terra rossa $10 000 Singolare - Doppio                           |            |           |               |                  |
| 7 settembre  | |            |           |               |                  |
| 7 settembre  | Trofeo Società Gestioni Energetiche 2009 Casale Monferrato, Italia Terra rossa $10 000 Singolare - Doppio                       |            |           |               |                  |
| 7 settembre  | |            |           |               |                  |
| 7 settembre  | Sarajevo Ladies Open 2009 Sarajevo, Bosnia ed Erzegovina Terra rossa $10 000 Singolare - Doppio                                 |            |           |               |                  |
| 7 settembre  | |            |           |               |                  |
| 7 settembre  | Torneo Internazionale Regione Piemonte 2009 Biella, Italia Terra rossa $100 000 Singolare - Doppio                              |            |           |               |                  |
| 7 settembre  | |            |           |               |                  |
| 7 settembre  | Open GDF SUEZ de la Porte du Hainaut 2009 Denain, Francia Terra rossa $50 000 Singolare - Doppio                                |            |           |               |                  |
| 7 settembre  | |            |           |               |                  |
| 7 settembre  | Noto International Women's Open 2009 Noto, Giappone Sintetico $25 000 Singolare - Doppio                                        |            |           |               |                  |
| 7 settembre  | |            |           |               |                  |
| 7 settembre  | Copa Mazatlan 2009 Mazatlán, Messico Cemento $10 000 Singolare - Doppio                                                         |            |           |               |                  |
| 7 settembre  | |            |           |               |                  |
| 7 settembre  | QNet ITF Open 2009 Bangalore, India Cemento $10 000 Singolare - Doppio                                                          |            |           |               |                  |
| 7 settembre  | |            |           |               |                  |
| 7 settembre  | Sergei Maximov Memorial 2009 San Pietroburgo, Russia Terra rossa $10 000 Singolare - Doppio                                     |            |           |               |                  |
| 7 settembre  | |            |           |               |                  |
| 14 settembre | ITF Women's Circuit New Delhi 2009 Nuova Delhi, India Cemento $10 000 Singolare - Doppio                                        |            |           |               |                  |
| 14 settembre | ITF Women's Circuit New Delhi 2009 Nuova Delhi, India Cemento $10 000 Singolare - Doppio                                        |            |           |               |                  |
| 14 settembre | ITF Women's Circuit Los Mochis 2009 Los Mochis, Messico Terra rossa $10 000 Singolare - Doppio                                  |            |           |               |                  |
| 14 settembre | |            |           |               |                  |
| 14 settembre | Darwin Tennis International 2009 Darwin, Australia Cemento $25 000 Singolare - Doppio                                           |            |           |               |                  |
| 14 settembre | |            |           |               |                  |
| 14 settembre | Yusa Open 2009 Kyoto, Giappone Sintetico $10 000 Singolare - Doppio                                                             |            |           |               |                  |
| 14 settembre | |            |           |               |                  |
| 14 settembre | Save Cup 2009 Mestre, Italia Terra rossa $50 000+H Singolare - Doppio                                                           |            |           |               |                  |
| 14 settembre | |            |           |               |                  |
| 14 settembre | Allianz Cup 2009 Sofia, Bulgaria Terra rossa $100 000 Singolare - Doppio                                                        |            |           |               |                  |
| 14 settembre | |            |           |               |                  |
| 14 settembre | ITF Women's Circuit Naples 2009 Napoli, Italia Terra rossa $25 000 Singolare - Doppio                                           |            |           |               |                  |
| 14 settembre | |            |           |               |                  |
| 14 settembre | Trofeig Ana Huidobro 2009 (ITF Women's Circuit Lleida) Lleida, Spagna Terra rossa $10 000 Singolare - Doppio                    |            |           |               |                  |
| 14 settembre | |            |           |               |                  |
| 14 settembre | Porto Open 2009 Porto, Portogallo Terra rossa $10 000 Singolare - Doppio                                                        |            |           |               |                  |
| 14 settembre | |            |           |               |                  |
| 14 settembre | Doboj Ladies Open 2009 Doboj, Bosnia ed Erzegovina Terra rossa $10 000 Singolare - Doppio                                       |            |           |               |                  |
| 14 settembre | |            |           |               |                  |
| 21 settembre | Torneo Internacional Ciudad de Alcorcón 2009 Madrid, Spagna Cemento $25 000 Singolare - Doppio                                  |            |           |               |                  |
| 21 settembre | Torneo Internacional Ciudad de Alcorcón 2009 Madrid, Spagna Cemento $25 000 Singolare - Doppio                                  |            |           |               |                  |
| 21 settembre | Telavi Open 2009 Telavi, Georgia Terra rossa $25 000 Singolare - Doppio                                                         |            |           |               |                  |
| 21 settembre | |            |           |               |                  |
| 21 settembre | Interhotel Sandanski Cup 2009 Sandanski, Bulgaria Terra rossa $10 000 Singolare - Doppio                                        |            |           |               |                  |
| 21 settembre | |            |           |               |                  |
| 21 settembre | Solverde Tenis Cup 2009 Espinho, Portogallo Terra rossa $10 000 Singolare - Doppio                                              |            |           |               |                  |
| 21 settembre | |            |           |               |                  |
| 21 settembre | Open GDF SUEZ de Bretagne 2009 Saint-Malo, Francia Terra rossa $100 000+H Singolare - Doppio                                    |            |           |               |                  |
| 21 settembre | |            |           |               |                  |
| 21 settembre | AEGON Pro Series Shrewsbury 2009 Shrewsbury, Gran Bretagna Cemento $75 000 Singolare - Doppio                                   |            |           |               |                  |
| 21 settembre | |            |           |               |                  |
| 21 settembre | Gosen Cup Swingbeach Makinohara International Ladies Open Tennis 2009 Makinohara, Giappone Sintetico $25 000 Singolare - Doppio |            |           |               |                  |
| 21 settembre | |            |           |               |                  |
| 21 settembre | Darwin Tennis International 2009 Darwin, Australia Cemento $25 000 Singolare - Doppio                                           |            |           |               |                  |
| 21 settembre | |            |           |               |                  |
| 21 settembre | Coleman Vision Tennis Championships 2009 Albuquerque, USA Cemento $75 000 Singolare - Doppio                                    |            |           |               |                  |
| 21 settembre | |            |           |               |                  |
| 21 settembre | ITF Women's Circuit Obregon 2009 Ciudad Obregón, Messico Cemento $10 000 Singolare - Doppio                                     |            |           |               |                  |
| 21 settembre | |            |           |               |                  |
| 21 settembre | ITF Women's Circuit Dehra Dun 2009 Dehra Dun, India Cemento $10 000 Singolare - Doppio                                          |            |           |               |                  |
| 21 settembre | |            |           |               |                  |
| 21 settembre | National Bank Challenger Saguenay 2009 Saguenay, Canada Cemento $50 000 Singolare - Doppio                                      |            |           |               |                  |
| 21 settembre | |            |           |               |                  |
| 28 settembre | ITF Women's Circuit Juarez 2009 Ciudad Juárez, Messico Terra rossa $10 000 Singolare - Doppio                                   |            |           |               |                  |
| 28 settembre | ITF Women's Circuit Juarez 2009 Ciudad Juárez, Messico Terra rossa $10 000 Singolare - Doppio                                   |            |           |               |                  |
| 28 settembre | Lexus of Las Vegas Open 2009 Las Vegas, USA Cemento $50 000 Singolare - Doppio                                                  |            |           |               |                  |
| 28 settembre | |            |           |               |                  |
| 28 settembre | Tokyu Harvest Cup Hamanako 2009 Hamanako, Giappone Sintetico $25 000 Singolare - Doppio                                         |            |           |               |                  |
| 28 settembre | |            |           |               |                  |
| 28 settembre | Vogue Athens Open 2009 (ITF Women's Circuit Athens) Atene, Grecia Cemento $100 000+H Singolare - Doppio                         |            |           |               |                  |
| 28 settembre | |            |           |               |                  |
| 28 settembre | ITF Granada Trofeo Mapfre 2009 Granada, Spagna Cemento $25 000 Singolare - Doppio                                               |            |           |               |                  |
| 28 settembre | |            |           |               |                  |
| 28 settembre | Tbilisi Open 2009 Tbilisi, Georgia Terra rossa $25 000 Singolare - Doppio                                                       |            |           |               |                  |
| 28 settembre | |            |           |               |                  |
| 28 settembre | OrtoLaakarit Open 2009 Helsinki, Finlandia Cemento $25 000 Singolare - Doppio                                                   |            |           |               |                  |
| 28 settembre | |            |           |               |                  |
| 28 settembre | Open GDF SUEZ Clermont-Ferrand 2009 Clermont-Ferrand, Francia Cemento $10 000 Singolare - Doppio                                |            |           |               |                  |
| 28 settembre | |            |           |               |                  |
| 28 settembre | GD Tennis Academy Cup 2009 Adalia-Belek, Turchia Terra rossa $10 000 Singolare - Doppio                                         |            |           |               |                  |
| 28 settembre | |            |           |               |                  |
| 28 settembre | Izida Cup 2009 Dobrič, Bulgaria Terra rossa $10 000 Singolare - Doppio                                                          |            |           |               |                  |
| 28 settembre | |            |           |               |                  |
| 28 settembre | Ciampino Open 2009 Ciampino, Italia Terra rossa $10 000 Singolare - Doppio                                                      |            |           |               |                  |
| 28 settembre | |            |           |               |                  |

## Ottobre
| Settimana  | Torneo | Vincitrice | Finalista | Semifinaliste | Quarti di finale |
| ---------- | --- | ---------- | --------- | ------------- | ---------------- |
| 5 ottobre  | Open GDF SUEZ Région Limousin 2009 Limoges, Francia Cemento $25 000 Singolare - Doppio                                                 |            |           |               |                  |
| 5 ottobre  | Open GDF SUEZ Région Limousin 2009 Limoges, Francia Cemento $25 000 Singolare - Doppio                                                 |            |           |               |                  |
| 5 ottobre  | Les Franqueses Del Valles Open 2009 Les Franqueses del Vallès, Spagna Cemento $10 000 Singolare - Doppio                               |            |           |               |                  |
| 5 ottobre  | |            |           |               |                  |
| 5 ottobre  | GD Tennis Academy Cup 2009 Adalia-Belek, Turchia Terra rossa $10 000 Singolare - Doppio                                                |            |           |               |                  |
| 5 ottobre  | |            |           |               |                  |
| 5 ottobre  | Trofeo Magna Capitanata 2009 Foggia, Italia Terra rossa $10 000 Singolare - Doppio                                                     |            |           |               |                  |
| 5 ottobre  | |            |           |               |                  |
| 5 ottobre  | AEGON Pro Series Barnstaple 2009 Barnstaple, Gran Bretagna Cemento $50 000 Singolare - Doppio                                          |            |           |               |                  |
| 5 ottobre  | |            |           |               |                  |
| 5 ottobre  | Rakuten Japan Open 2009 Tokyo, Giappone Cemento $100 000+H Singolare - Doppio                                                          |            |           |               |                  |
| 5 ottobre  | |            |           |               |                  |
| 5 ottobre  | USTA Tennis Classic of Troy 2009 Troy, USA Cemento $50 000 Singolare - Doppio                                                          |            |           |               |                  |
| 5 ottobre  | |            |           |               |                  |
| 5 ottobre  | Jounieh Open 2009 Jounieh, Libano Terra rossa $75 000+H Singolare - Doppio                                                             |            |           |               |                  |
| 5 ottobre  | |            |           |               |                  |
| 5 ottobre  | City of Mount Gambier Blue Lake Women's Classic 2009 Mount Gambier, Australia Cemento $25 000 Singolare - Doppio                       |            |           |               |                  |
| 5 ottobre  | |            |           |               |                  |
| 5 ottobre  | ITF Women's Circuit Mexico City 2009 Città del Messico, Messico Cemento $25 000 Singolare - Doppio                                     |            |           |               |                  |
| 5 ottobre  | |            |           |               |                  |
| 5 ottobre  | ITF Women's Circuit Noida 2009 Noida, India Cemento $10 000 Singolare - Doppio                                                         |            |           |               |                  |
| 5 ottobre  | |            |           |               |                  |
| 5 ottobre  | Kingsmill Resort Tournament 2009 Williamsburg, USA Terra rossa $10 000 Singolare - Doppio                                              |            |           |               |                  |
| 5 ottobre  | |            |           |               |                  |
| 5 ottobre  | Royal Cup 2009 Podgorica, Montenegro Terra rossa $25 000 Singolare - Doppio                                                            |            |           |               |                  |
| 5 ottobre  | |            |           |               |                  |
| 12 ottobre | ITF Women's Circuit Bauru 2009 Bauru, Brasile Terra rossa $10 000 Singolare - Doppio                                                   |            |           |               |                  |
| 12 ottobre | ITF Women's Circuit Bauru 2009 Bauru, Brasile Terra rossa $10 000 Singolare - Doppio                                                   |            |           |               |                  |
| 12 ottobre | ITF Women's Circuit Mexico City 2 2009 Città del Messico, Messico Cemento $10 000 Singolare - Doppio                                   |            |           |               |                  |
| 12 ottobre | |            |           |               |                  |
| 12 ottobre | Governor's Cup Lagos 2009 Lagos, Nigeria Cemento $25 000 Singolare - Doppio                                                            |            |           |               |                  |
| 12 ottobre | |            |           |               |                  |
| 12 ottobre | Nyrstar Port Pirie Tennis International 2009 Port Pirie, Australia Cemento $25 000 Singolare - Doppio                                  |            |           |               |                  |
| 12 ottobre | |            |           |               |                  |
| 12 ottobre | NECC ITF Women's Tennis Tournament 2009 Pune, India Cemento $10 000 Singolare - Doppio                                                 |            |           |               |                  |
| 12 ottobre | |            |           |               |                  |
| 12 ottobre | Ladies Cleveland Tennis Championships 2009 Cleveland, USA Terra rossa $10 000 Singolare - Doppio                                       |            |           |               |                  |
| 12 ottobre | |            |           |               |                  |
| 12 ottobre | Torneo Internacional Femenino Villa De Madrid 2009 Madrid, Spagna Terra rossa $50 000 Singolare - Doppio                               |            |           |               |                  |
| 12 ottobre | |            |           |               |                  |
| 12 ottobre | Women's Pro Tennis Classic 2009 Kansas City, USA Cemento $50 000 Singolare - Doppio                                                    |            |           |               |                  |
| 12 ottobre | |            |           |               |                  |
| 12 ottobre | Open GDF Suez de Touraine 2009 Joué-lès-Tours, Francia Cemento $50 000 Singolare - Doppio                                              |            |           |               |                  |
| 12 ottobre | |            |           |               |                  |
| 12 ottobre | Sapronov-tennis Kharkiv Ladies Cup 2009 Charkiv, Ucraina Sintetico $10 000 Singolare - Doppio                                          |            |           |               |                  |
| 12 ottobre | |            |           |               |                  |
| 12 ottobre | ITF Women's Circuit Mytilene 2009 Mitilene, Grecia Cemento $10 000 Singolare - Doppio                                                  |            |           |               |                  |
| 12 ottobre | |            |           |               |                  |
| 12 ottobre | Internazionali Città di Settimo San Pietro 2009 Settimo San Pietro, Italia Terra rossa $10 000 Singolare - Doppio                      |            |           |               |                  |
| 12 ottobre | |            |           |               |                  |
| 12 ottobre | GD Tennis Academy Cup 2009 Adalia-Belek, Turchia Terra rossa $10 000 Singolare - Doppio                                                |            |           |               |                  |
| 12 ottobre | |            |           |               |                  |
| 12 ottobre | Babin Kuk Open 2009 Ragusa, Croazia Terra rossa $10 000 Singolare - Doppio                                                             |            |           |               |                  |
| 12 ottobre | |            |           |               |                  |
| 19 ottobre | AEGON Pro Series Glasgow 2 2009 Glasgow, Gran Bretagna Cemento $25 000 Singolare - Doppio                                              |            |           |               |                  |
| 19 ottobre | AEGON Pro Series Glasgow 2 2009 Glasgow, Gran Bretagna Cemento $25 000 Singolare - Doppio                                              |            |           |               |                  |
| 19 ottobre | Torneo Thessaloniki Tennis Club 2009 Salonicco, Grecia Terra rossa $10 000 Singolare - Doppio                                          |            |           |               |                  |
| 19 ottobre | |            |           |               |                  |
| 19 ottobre | Internacionales de Andalucía Femeninos 2009 Siviglia, Spagna Terra rossa $10 000 Singolare - Doppio                                    |            |           |               |                  |
| 19 ottobre | |            |           |               |                  |
| 19 ottobre | GD Tennis Academy Cup 2009 Adalia-Belek, Turchia Terra rossa $10 000 Singolare - Doppio                                                |            |           |               |                  |
| 19 ottobre | |            |           |               |                  |
| 19 ottobre | Dubrovnik Ladies Open 2009 Ragusa, Croazia Terra rossa $10 000 Singolare - Doppio                                                      |            |           |               |                  |
| 19 ottobre | |            |           |               |                  |
| 19 ottobre | Open International de la Ville de Saint Raphael 2009 Saint-Raphaël, Francia Cemento $50 000 Singolare - Doppio                         |            |           |               |                  |
| 19 ottobre | |            |           |               |                  |
| 19 ottobre | Governor's Cup Lagos 2 2009 Lagos, Nigeria Cemento $25 000 Singolare - Doppio                                                          |            |           |               |                  |
| 19 ottobre | |            |           |               |                  |
| 19 ottobre | ITF Women's Circuit Pretoria 2009 Pretoria, Sudafrica Cemento $10 000 Singolare - Doppio                                               |            |           |               |                  |
| 19 ottobre | |            |           |               |                  |
| 19 ottobre | ITF Women's Circuit Santa Cruz 2009 Santa Cruz de la Sierra, Bolivia Terra rossa $10 000 Singolare - Doppio                            |            |           |               |                  |
| 19 ottobre | |            |           |               |                  |
| 19 ottobre | Mimas Tennis Futures 2009 Belo Horizonte, Brasile Terra rossa $10 000 Singolare - Doppio                                               |            |           |               |                  |
| 19 ottobre | |            |           |               |                  |
| 26 ottobre | Stockholm Ladies 2009 Stoccolma, Svezia Cemento $10 000 Singolare - Doppio                                                             |            |           |               |                  |
| 26 ottobre | Stockholm Ladies 2009 Stoccolma, Svezia Cemento $10 000 Singolare - Doppio                                                             |            |           |               |                  |
| 26 ottobre | ITF Women's Circuit Pretoria 2009 Pretoria, Sudafrica Cemento $10 000 Singolare - Doppio                                               |            |           |               |                  |
| 26 ottobre | |            |           |               |                  |
| 26 ottobre | ITF Women's Circuit Monastir 2009 Monastir, Tunisia Cemento $10 000 Singolare - Doppio                                                 |            |           |               |                  |
| 26 ottobre | |            |           |               |                  |
| 26 ottobre | Puerto Rico Women's Challenger 2009 Bayamón, Porto Rico Cemento $25 000 Singolare - Doppio                                             |            |           |               |                  |
| 26 ottobre | |            |           |               |                  |
| 26 ottobre | ITF Women's Circuit Fortaleza 2009 Fortaleza, Brasile Terra rossa $10 000 Singolare - Doppio                                           |            |           |               |                  |
| 26 ottobre | |            |           |               |                  |
| 26 ottobre | Internationaux Féminins de la Vienne 2009 Poitiers, Francia Cemento $100 000 Singolare - Doppio                                        |            |           |               |                  |
| 26 ottobre | |            |           |               |                  |
| 26 ottobre | Internazionali Tennis Val Gardena Südtirol 2009 Ortisei, Italia Sintetico $100 000+H Singolare - Doppio                                |            |           |               |                  |
| 26 ottobre | |            |           |               |                  |
| 26 ottobre | ITF Women's Circuit Volos 2009 Volo, Grecia Sintetico $10 000 Singolare - Doppio                                                       |            |           |               |                  |
| 26 ottobre | |            |           |               |                  |
| 26 ottobre | Torneo Internacional de Tenis Sant Cugat 2009 Sant Cugat del Vallès, Spagna Terra rossa $10 000 Singolare - Doppio                     |            |           |               |                  |
| 26 ottobre | |            |           |               |                  |
| 26 ottobre | Republican Girls 2009 Istanbul, Turchia Cemento $25 000 Singolare - Doppio                                                             |            |           |               |                  |
| 26 ottobre | |            |           |               |                  |
| 26 ottobre | Marjorie Sherman Women's Circuit 2009 Tel Aviv, Israele Cemento $10 000 Singolare - Doppio                                             |            |           |               |                  |
| 26 ottobre | |            |           |               |                  |
| 26 ottobre | Torneo Clube de Tenis de Vila Real de Santo Antonio 2009 Vila Real de Santo António, Portogallo Terra rossa $10 000 Singolare - Doppio |            |           |               |                  |
| 26 ottobre | |            |           |               |                  |

## Novembre
| Settimana   | Torneo | Vincitrice | Finalista | Semifinaliste | Quarti di finale |
| ----------- | --- | ---------- | --------- | ------------- | ---------------- |
| 2 novembre  | Open GDF SUEZ Nantes Atlantique 2009 Nantes, Francia Cemento $50 000+H Singolare - Doppio                       |            |           |               |                  |
| 2 novembre  | Open GDF SUEZ Nantes Atlantique 2009 Nantes, Francia Cemento $50 000+H Singolare - Doppio                       |            |           |               |                  |
| 2 novembre  | Rock Hill Rocks Open 2009 Rock Hill, USA Cemento $25 000 Singolare - Doppio                                     |            |           |               |                  |
| 2 novembre  | |            |           |               |                  |
| 2 novembre  | OEC Taipei Ladies Open 2009 Taipei, Taiwan Cemento $100 000+H Singolare - Doppio                                |            |           |               |                  |
| 2 novembre  | |            |           |               |                  |
| 2 novembre  | ITF Bueschl Open 2009 Ismaning, Germania Sintetico $50 000+H Singolare - Doppio                                 |            |           |               |                  |
| 2 novembre  | |            |           |               |                  |
| 2 novembre  | ITF Women's Circuit Mallorca 2009 Maiorca, Spagna Terra rossa $10 000 Singolare - Doppio                        |            |           |               |                  |
| 2 novembre  | |            |           |               |                  |
| 2 novembre  | AEGON Pro Series Sunderland 2009 Sunderland, Gran Bretagna Cemento $10 000 Singolare - Doppio                   |            |           |               |                  |
| 2 novembre  | |            |           |               |                  |
| 2 novembre  | ITF Women's Circuit Kuching 2009 Kuching, Malaysia Cemento $10 000 Singolare - Doppio                           |            |           |               |                  |
| 2 novembre  | |            |           |               |                  |
| 2 novembre  | ITF Women's Circuit El Menzah 2009 El Menzah, Tunisia Cemento $10 000 Singolare - Doppio                        |            |           |               |                  |
| 2 novembre  | |            |           |               |                  |
| 2 novembre  | Asociacion Argentina de Tenis Women Circuit 2009 Buenos Aires, Argentina Terra rossa $10 000 Singolare - Doppio |            |           |               |                  |
| 2 novembre  | |            |           |               |                  |
| 2 novembre  | ITF Women's Circuit Bogotà 2009 Bogotà, Colombia Terra rossa $10 000 Singolare - Doppio                         |            |           |               |                  |
| 2 novembre  | |            |           |               |                  |
| 9 novembre  | Smart ITF Women's Circuit 2009 Manila, Filippine Cemento $10 000 Singolare - Doppio                             |            |           |               |                  |
| 9 novembre  | Smart ITF Women's Circuit 2009 Manila, Filippine Cemento $10 000 Singolare - Doppio                             |            |           |               |                  |
| 9 novembre  | Open du Havre 2009 Le Havre, Francia Terra rossa $10 000 Singolare - Doppio                                     |            |           |               |                  |
| 9 novembre  | |            |           |               |                  |
| 9 novembre  | The Caversham International 2009 Jersey, Gran Bretagna Cemento $10 000 Singolare - Doppio                       |            |           |               |                  |
| 9 novembre  | |            |           |               |                  |
| 9 novembre  | ITF Women's Circuit Mallorca 2009 Maiorca, Spagna Terra rossa $10 000 Singolare - Doppio                        |            |           |               |                  |
| 9 novembre  | |            |           |               |                  |
| 9 novembre  | MTB Bank 2009 Minsk, Bielorussia Cemento $50 000 Singolare - Doppio                                             |            |           |               |                  |
| 9 novembre  | |            |           |               |                  |
| 9 novembre  | Goldwater Women's Tennis Classic 2009 Phoenix, USA Cemento $50 000 Singolare - Doppio                           |            |           |               |                  |
| 9 novembre  | |            |           |               |                  |
| 9 novembre  | ITF Women's Circuit Itajai 2009 Itajaí, Brasile Terra rossa $10 000 Singolare - Doppio                          |            |           |               |                  |
| 9 novembre  | |            |           |               |                  |
| 16 novembre | Ritro Slovak Open 2009 Bratislava, Slovacchia Cemento $50 000 Singolare - Doppio                                |            |           |               |                  |
| 16 novembre | Ritro Slovak Open 2009 Bratislava, Slovacchia Cemento $50 000 Singolare - Doppio                                |            |           |               |                  |
| 16 novembre | NECC ITF Women's Tennis Tournament 2009 Pune, India Cemento $50 000 Singolare - Doppio                          |            |           |               |                  |
| 16 novembre | |            |           |               |                  |
| 16 novembre | Hart Open 2009 Opole, Polonia Sintetico $25 000 Singolare - Doppio                                              |            |           |               |                  |
| 16 novembre | |            |           |               |                  |
| 16 novembre | Open Feminin 50 2009 Équeurdreville, Francia Cemento $10 000 Singolare - Doppio                                 |            |           |               |                  |
| 16 novembre | |            |           |               |                  |
| 16 novembre | Smart ITF Women's Circuit 2 2009 Manila, Filippine Cemento $10 000 Singolare - Doppio                           |            |           |               |                  |
| 16 novembre | |            |           |               |                  |
| 16 novembre | Hyogo International Women's Open Tennis 2009 Hyogo, Giappone Sintetico $10 000 Singolare - Doppio               |            |           |               |                  |
| 16 novembre | |            |           |               |                  |
| 16 novembre | Cliffs Esperance Tennis International 2009 Esperance, Australia Cemento $25 000 Singolare - Doppio              |            |           |               |                  |
| 16 novembre | |            |           |               |                  |
| 16 novembre | Tevlin Challenger 2009 Toronto, Canada Cemento $50 000 Singolare - Doppio                                       |            |           |               |                  |
| 16 novembre | |            |           |               |                  |
| 16 novembre | ITF Women's Circuit Cairo 2009 Il Cairo, Egitto Terra rossa $25 000 Singolare - Doppio                          |            |           |               |                  |
| 16 novembre | |            |           |               |                  |
| 16 novembre | ITF Women's Circuit Asuncion 2009 Asunción, Paraguay Terra rossa $10 000 Singolare - Doppio                     |            |           |               |                  |
| 16 novembre | |            |           |               |                  |
| 23 novembre | Torneo Internacional Copa Club Villa Lima 2009 Lima, Perù Terra rossa $10 000 Singolare - Doppio                |            |           |               |                  |
| 23 novembre | Torneo Internacional Copa Club Villa Lima 2009 Lima, Perù Terra rossa $10 000 Singolare - Doppio                |            |           |               |                  |
| 23 novembre | Abierto Femenil de Tenis Puebla de Los Angeles 2009 Puebla, Messico Cemento $25 000 Singolare - Doppio          |            |           |               |                  |
| 23 novembre | |            |           |               |                  |
| 23 novembre | Gold Fields St Ives Tennis International 2009 Kalgoorlie, Australia Cemento $25 000 Singolare - Doppio          |            |           |               |                  |
| 23 novembre | |            |           |               |                  |
| 23 novembre | Torneo Internacional Ciudad de Vall de Uxò 2009 Vallduxo, Spagna Terra rossa $10 000 Singolare - Doppio         |            |           |               |                  |
| 23 novembre | |            |           |               |                  |
| 23 novembre | Toyota Challenger 2009 Toyota, Giappone Sintetico $75 000+H Singolare - Doppio                                  |            |           |               |                  |
| 23 novembre | |            |           |               |                  |
| 30 novembre | Zubr Cup 2009 Přerov, Repubblica Ceca Cemento $25 000 Singolare - Doppio                                        |            |           |               |                  |
| 30 novembre | Zubr Cup 2009 Přerov, Repubblica Ceca Cemento $25 000 Singolare - Doppio                                        |            |           |               |                  |
| 30 novembre | William Loud Bendigo International 2009 Bendigo, Australia Cemento $25 000 Singolare - Doppio                   |            |           |               |                  |
| 30 novembre | |            |           |               |                  |
| 30 novembre | ITF Women's Circuit La Serena 2009 La Serena, Cile Terra rossa $10 000 Singolare - Doppio                       |            |           |               |                  |
| 30 novembre | |            |           |               |                  |
| 30 novembre | Internacional Femenil Poza Rica 2009 Poza Rica, Messico Cemento $10 000 Singolare - Doppio                      |            |           |               |                  |
| 30 novembre | |            |           |               |                  |
| 30 novembre | Asociacion Argentina de Tenis Women Circuit 2009 Buenos Aires, Argentina Terra rossa $25 000 Singolare - Doppio |            |           |               |                  |
| 30 novembre | |            |           |               |                  |
| 30 novembre | Copa Occindetal Miramar 2009 L'Avana, Cuba Cemento $10 000 Singolare - Doppio                                   |            |           |               |                  |
| 30 novembre | |            |           |               |                  |

## Dicembre
| Settimana   | Torneo                                                                                         | Vincitrice | Finalista | Semifinaliste | Quarti di finale |
| ----------- | ---------------------------------------------------------------------------------------------- | ---------- | --------- | ------------- | ---------------- |
| 7 dicembre  | Femenino Ciudad de Benicarló 2009 Benicarló, Spagna Terra rossa $10 000 Singolare - Doppio     |            |           |               |                  |
| 7 dicembre  | Femenino Ciudad de Benicarló 2009 Benicarló, Spagna Terra rossa $10 000 Singolare - Doppio     |            |           |               |                  |
| 7 dicembre  | Copa Providencia BCI 2009 Santiago, Cile Terra rossa $10 000 Singolare - Doppio                |            |           |               |                  |
| 7 dicembre  |                                                                                                |            |           |               |                  |
| 7 dicembre  | Copa Occindetal Miramar 2009 L'Avana, Cuba Cemento $10 000 Singolare - Doppio                  |            |           |               |                  |
| 7 dicembre  |                                                                                                |            |           |               |                  |
| 7 dicembre  | ITF Women's Circuit Xalapa 2009 Xalapa, Messico Cemento $10 000 Singolare - Doppio             |            |           |               |                  |
| 7 dicembre  |                                                                                                |            |           |               |                  |
| 14 dicembre | ITF Women's Circuit Veracruz 2009 Veracruz, Messico Cemento $10 000 Singolare - Doppio         |            |           |               |                  |
| 14 dicembre | ITF Women's Circuit Veracruz 2009 Veracruz, Messico Cemento $10 000 Singolare - Doppio         |            |           |               |                  |
| 14 dicembre | ITF Ciudad de Vinaros 2009 Vinaròs, Spagna Terra rossa $10 000 Singolare - Doppio              |            |           |               |                  |
| 14 dicembre |                                                                                                |            |           |               |                  |
| 14 dicembre | Al Habtoor Future Challenge 2009 Dubai, Emirati Arabi Uniti Cemento $75 000 Singolare - Doppio |            |           |               |                  |
| 14 dicembre |                                                                                                |            |           |               |                  |
| 14 dicembre | Ciudad de Quito 2009 Quito, Ecuador Terra rossa $10 000 Singolare - Doppio                     |            |           |               |                  |
| 14 dicembre |                                                                                                |            |           |               |                  |